# Жінки в Ірані
Права жінок в Ірані — становище жінки в іранському суспільстві та система правил і норм, що регулюють взаємодію жінок із соціальними інституціями. Традиційно домінантна роль в іранському суспільстві відводиться чоловікові, патріархат, як частина ісламської релігії підтримується в сучасному Ірані на державному рівні. В даний час Іран займає 154 місце з 164 країн за індексом гендерного розвитку.

## Історія

### Доісламська епоха

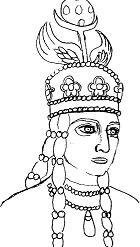
Відтворений портрет цариці династії Сасанідів — Борандохт

Під час археологічних розкопок в залишках давнього перського міста Шахрі-Сухте було виявлено, що перські жінки VI—III століття до нашої ери володіли високим суспільним і господарським статусом: 90 % знайдених могил виявилися жіночими. У стародавньому царстві жінки становили 60 % населення міста, вони були відповідальними за господарське і адміністративне управління та головували у торгівлі. З досліджень можна зробити припущення, що в суспільстві Шахрі-Сухте жінки мали вищий суспільний статус, ніж чоловіки. При цьому давнє місто не було винятком на близькому сході, оскільки жіноче панування або рівноправність були широко розповсюджені в епоху ведизму на півночі Індії, при цьому вчення авести стверджує, що жінка повинна підкорятися чоловіку, але це в жодному разі не давало йому права пригнічувати її особистість і право на вибір.
В державі Ахеменідів у Персеполі жінки умовно ділилися на 3 групи: «муту» (простолюдинки), «ірти» (неодружені дівчата зі знатних родів) і «дуксис» (одружені). Останні володіли найвищим становищем серед жінок у суспільстві. За літописами стає зрозуміло, що знатні жінки багато подорожували і навіть зводили власні двори. Цариця та її фрейліни влаштовували спортивні змагання з поло проти короля і його придворних. Фактично найбільшою владою могла бути наділена мати царя, однак вона не могла сама вибирати спадкоємця трону. Відомості щодо того, який статус мали жінки незнатного роду, відсутні, але відомо, що вони могли різнитися залежно від виду діяльності жінки або її чоловіка/сім'ї. У царстві практично всі види зайнятості були розділені на жіночі й чоловічі, за рідкісними винятками. Якщо в одній роботі були задіяні і чоловіки і жінки, жінки отримували трохи меншу платню, хоча зустрічалися випадки, коли меншу платню отримував чоловік. У царстві працювали жінки-керівниці і фахівчині, чий статус безпосередньо залежав від знань і досвіду. Найпрестижнішою і високооплачуваною професією для жінки вважалася «арашшара» (велика начальниця), яка керувала великими групами жінок, дітей або й чоловіків. Її зарплатня була однією з кращих у царстві. Високою пошаною користувалися вагітні жінки і жінки з маленькими дітьми.

Відомо, що в імперії Сасанідів кілька років правила Борандохт. Також під час війни з римлянами багато перських жінок билися нарівні з чоловіками. Жінки зображувалися на багатьох перських мініатюрах і в живопису. За ним можна судити про жіночий одяг в різні часові періоди. У битві при Ктесифоне серед римських солдатів юних перських дів вважали кращими трофеями.

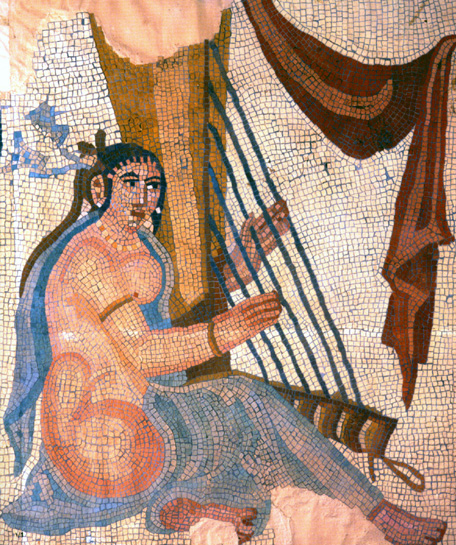
Придворна музика в епоху Сасанідів
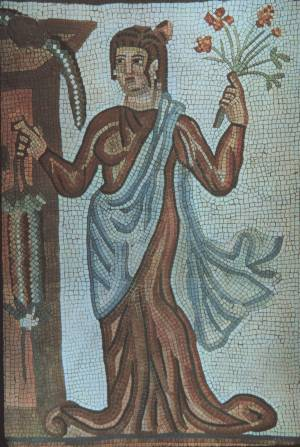
Зображення перської жінки на фресці епохи Сасанідів
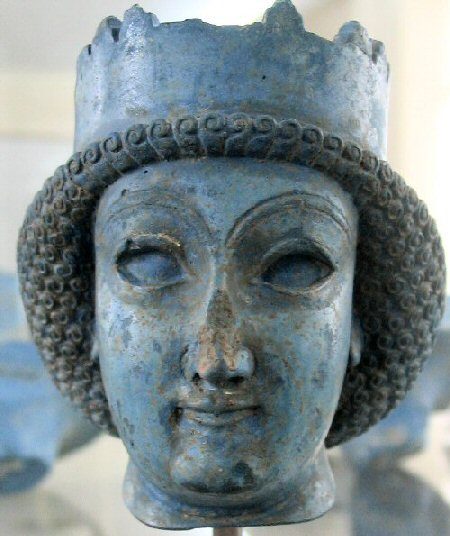
Бюст цариці Атосси
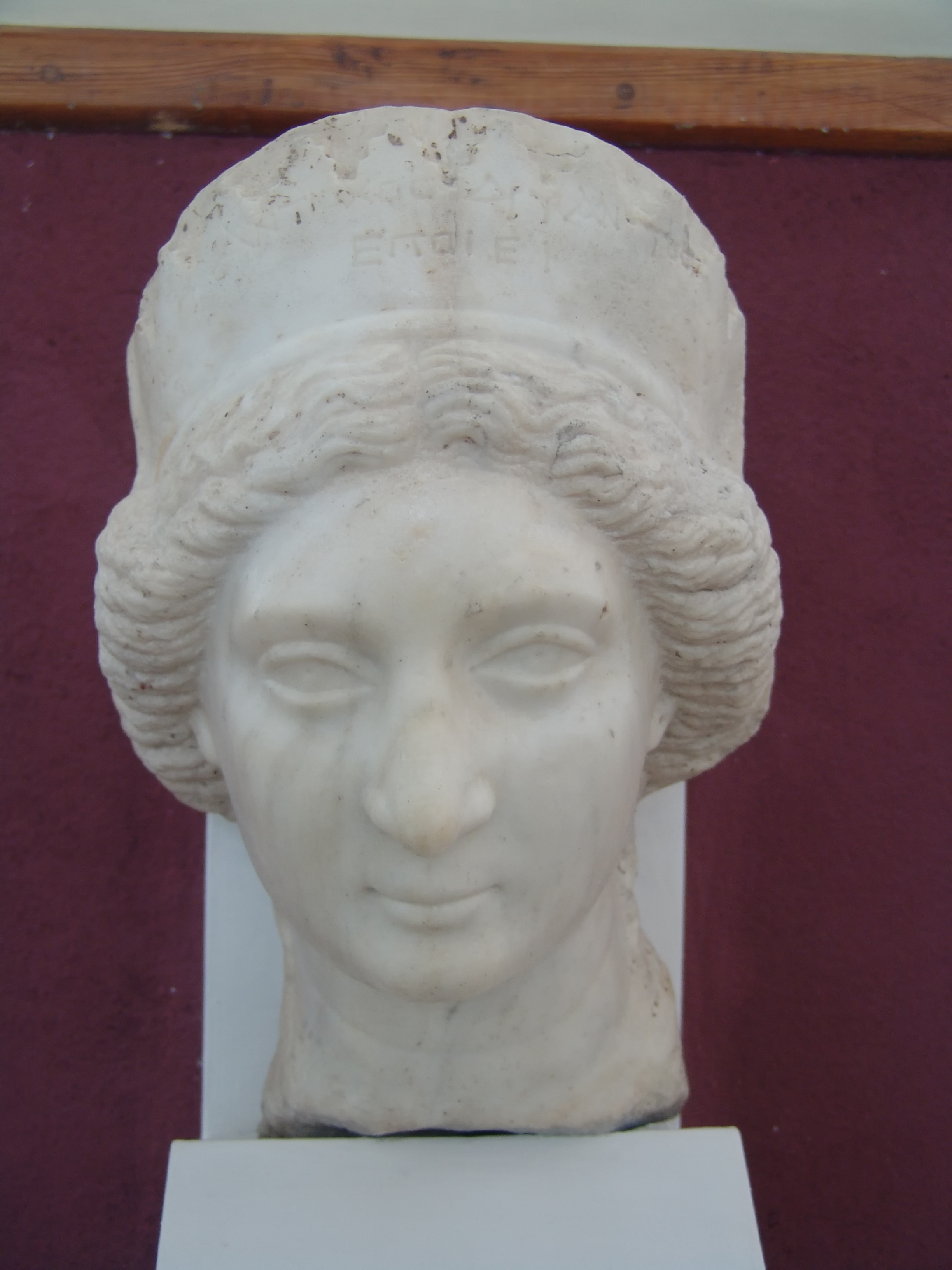
Бюст цариці  Музи Парфянської, Іранський національний музей
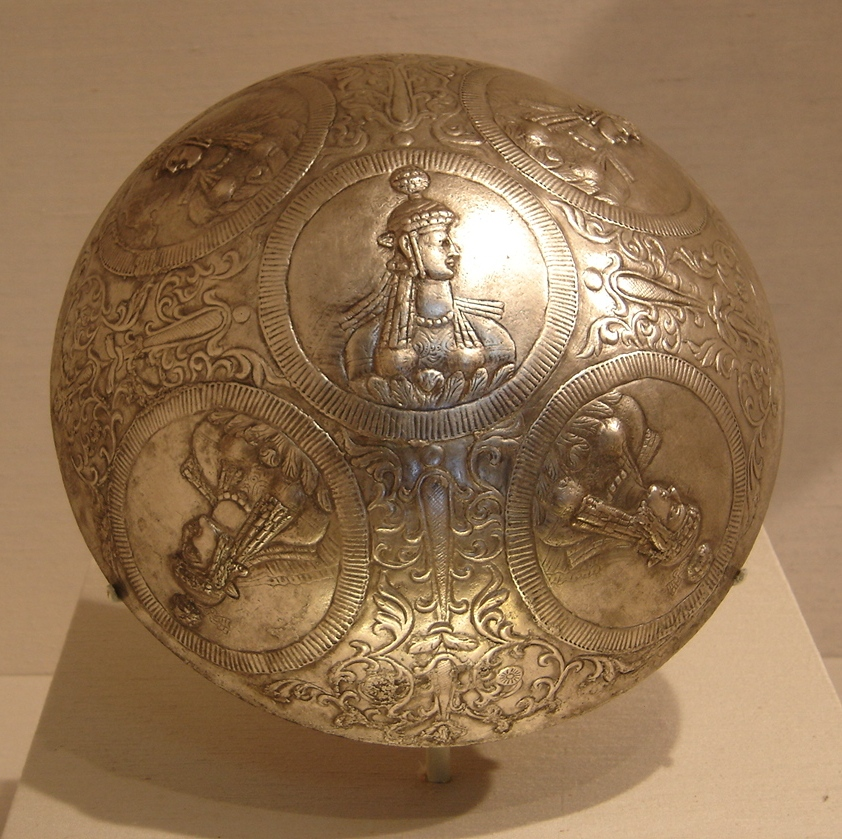
Золота чаша з зображеннями п'яти знатних жінок
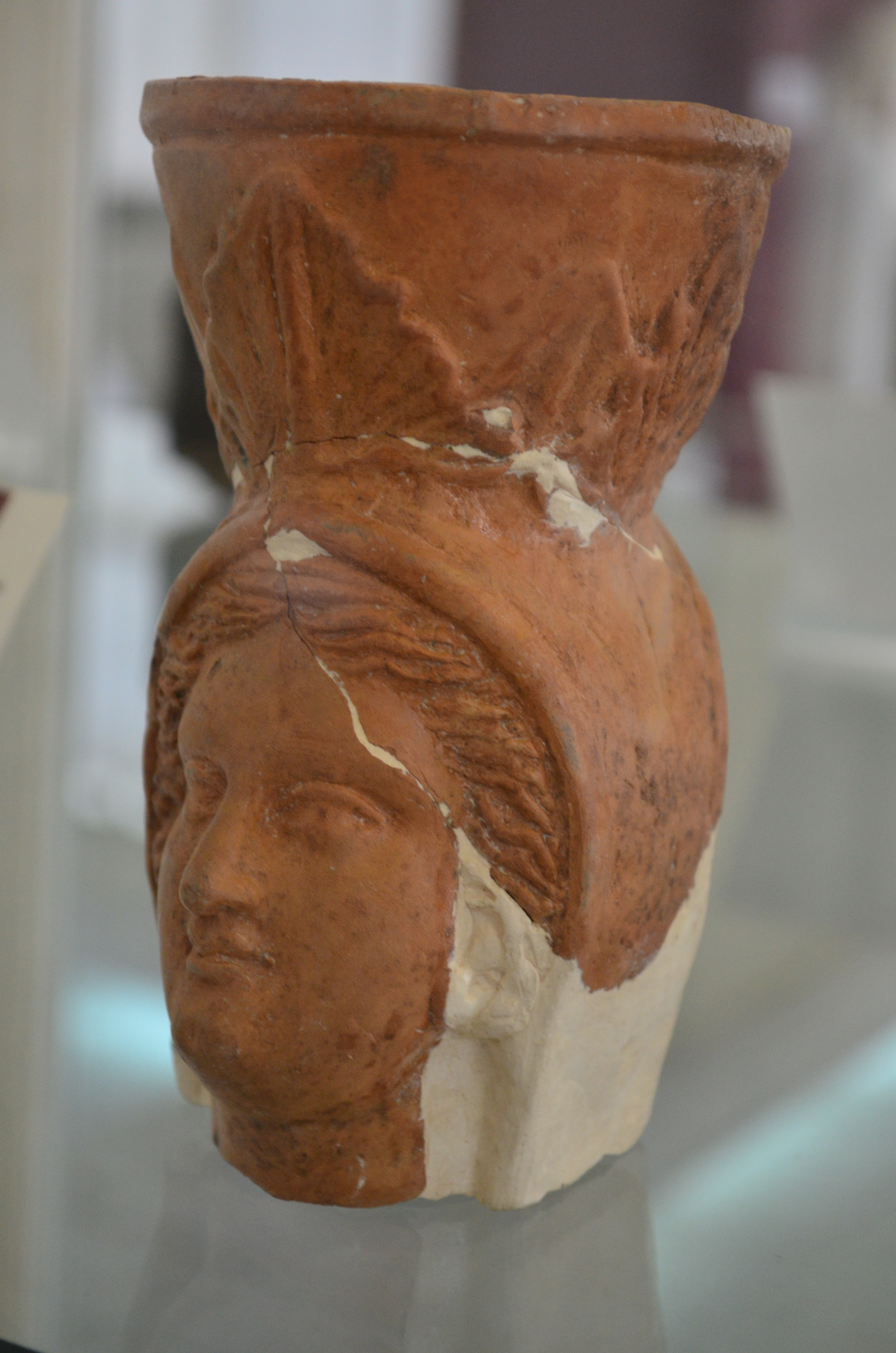
Глиняна посудина із зображенням жінки
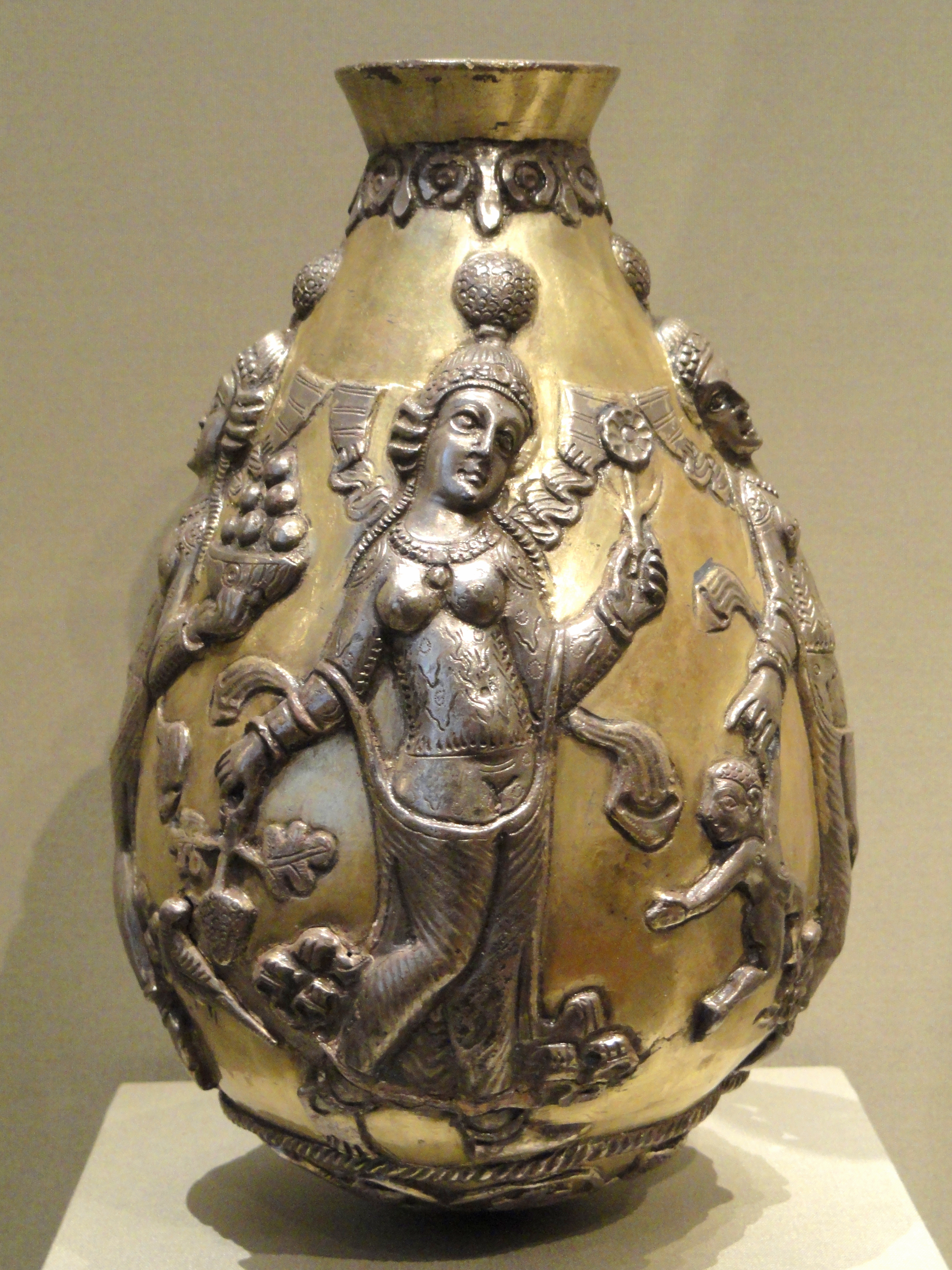
Срібна посудина із зображенням жінки
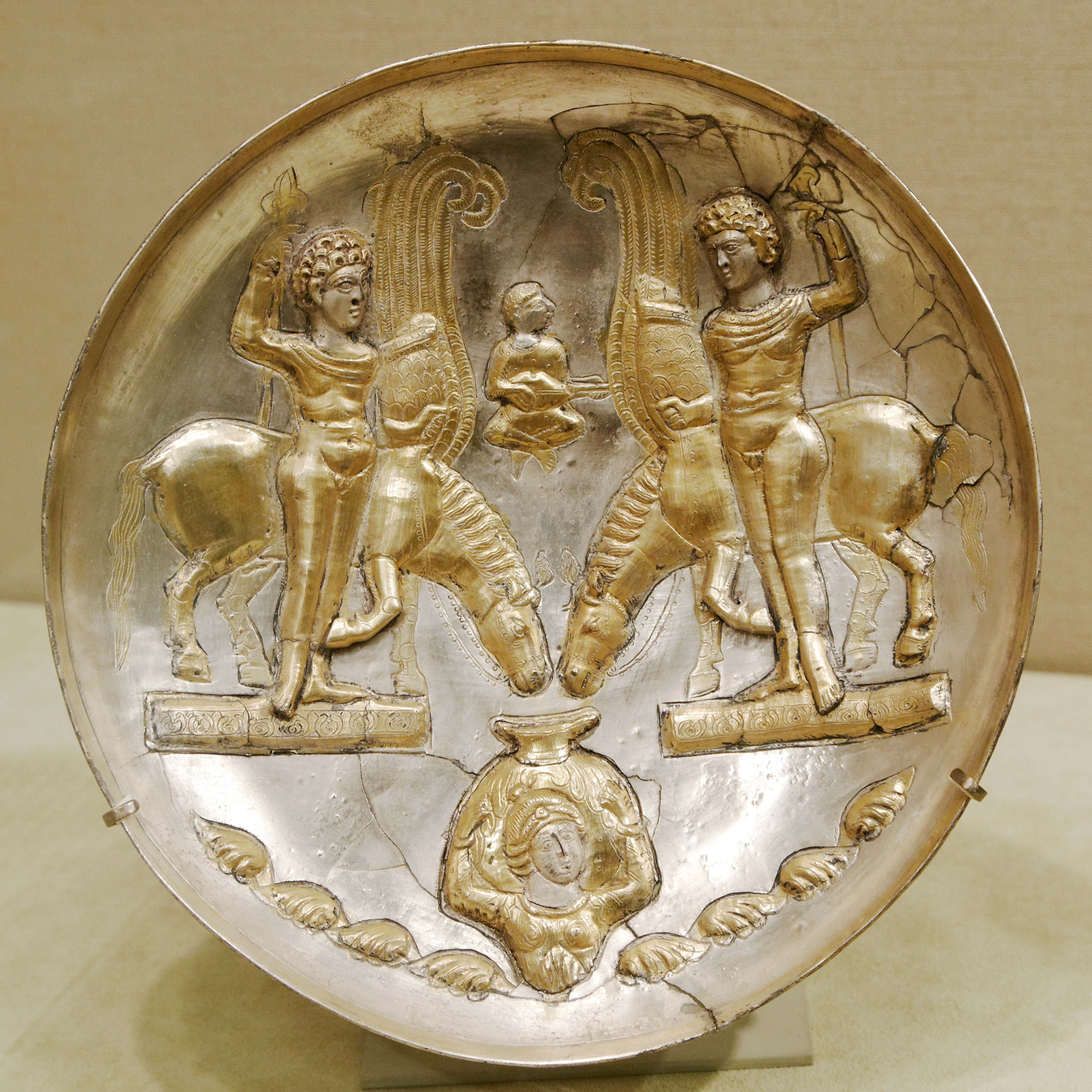
Жінка і чоловік з кіньми. Золото
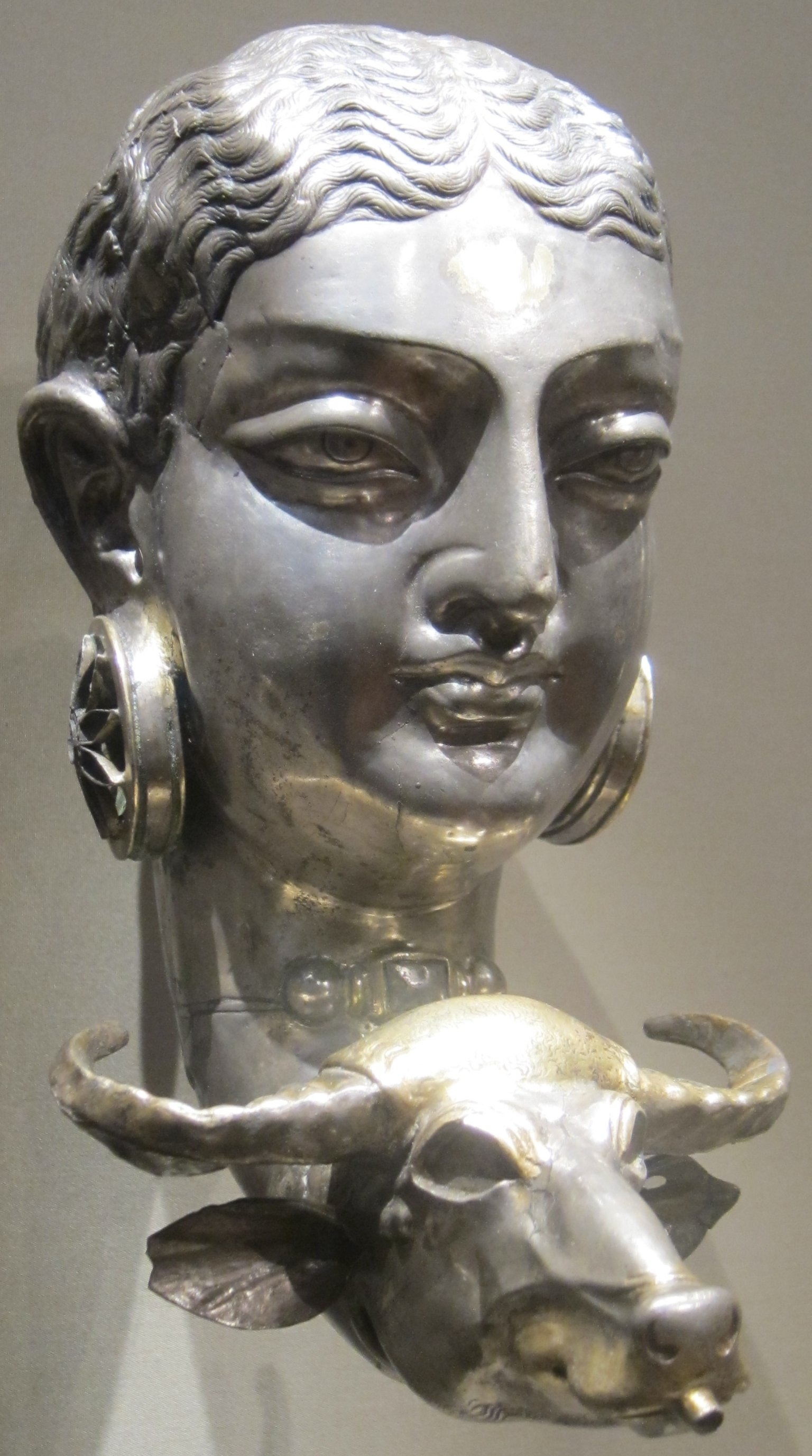
Срібний портрет жінки з посудиною-ритоном у вигляді голови бика

### Ісламська епоха
Після арабського вторгнення в VII столітті імперія Сасанідів упала. Протягом восьми століть аж до утворення Перської монархії територія колишньої імперії була ареною кривавих міжусобиць між панівними арабськими кланами, а пізніше тюркськими і могольскими загарбниками, які прийшли зі сходу. З цього періоду збереглося мало джерел, що розповідають про жінок у перському суспільстві. Відомо, що в ранній ісламський період у літературі присутні мусульманки благородного походження. Також жінки володіли широкими громадськими та політичними правами, яких їм надали могольські завойовники. Жінки в епоху Тимуридів брали активну участь у політичному житті, були присутні на світських святах і навіть могли бути архітекторками. Багато дворянок володіли величезною владою в колі своїх кланів і могли впливати на їх рішення і навіть долю.

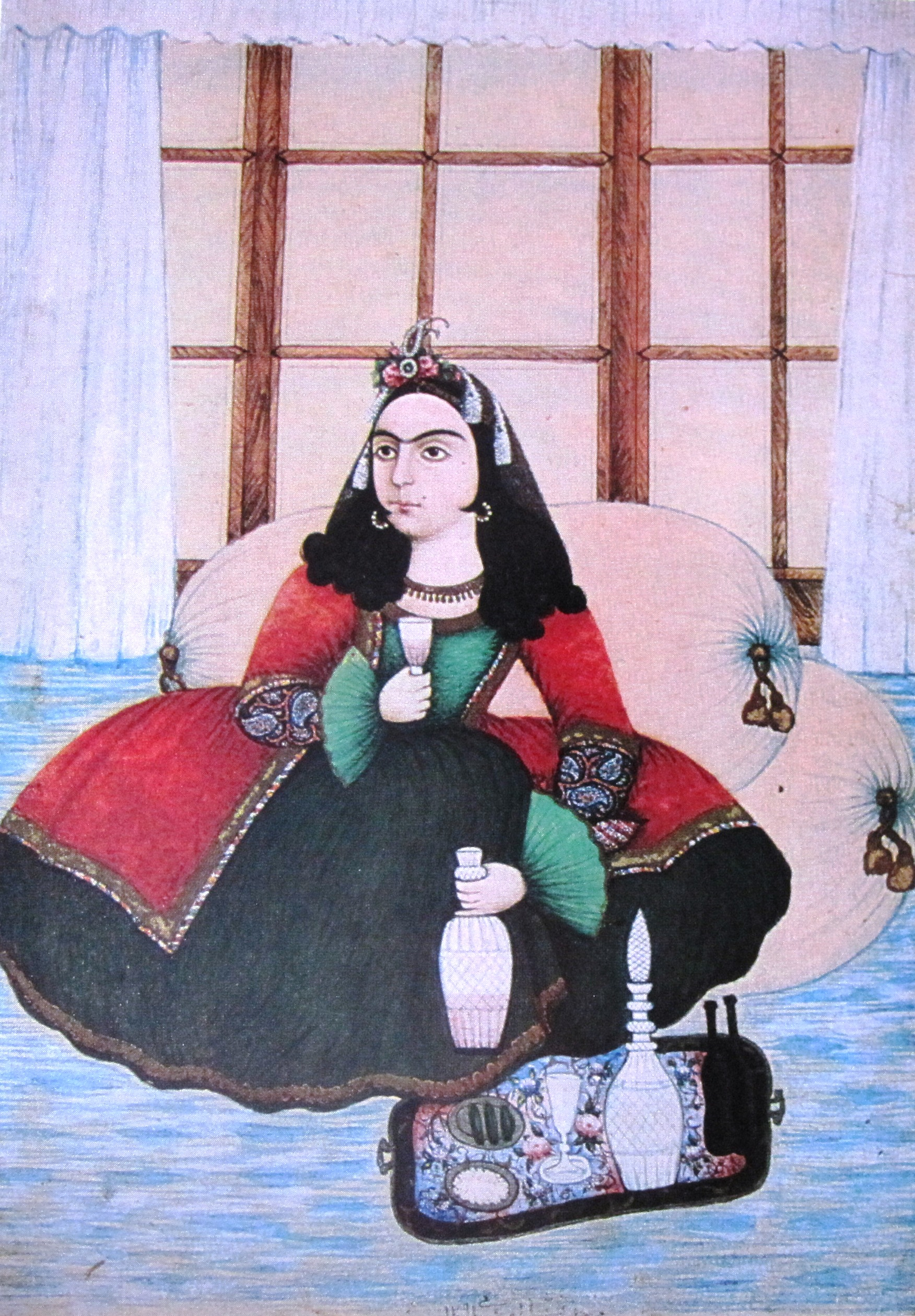
Дівчина дворянського роду, 1874

Відомо, що перські танцівниці високо цінувалися в китайської династії Тан, часто вони виконували танці для клієнтів. Перських танцівниць оспівували у своїх віршах багато китайських поетів. Особливо високо цінувалися дівчата зі світлим волоссям і очима. Китайські правителі могли тримати перських жінок у своїх гаремах. Відомі випадки, коли в епоху п'яти династій і десяти царств китайські монархи одружувалися з перськими танцівницями. З часом вираз перська жінка (波斯婦) став позначати будь-яку іноземку недалекосхідного походження.
В епоху правління Сафавідів протягом XVI—XVIII століть серед дворянства виникає практика самітництва жінок. Західні гості відзначали, що вкрай рідко зустрічалися з жінками, оскільки ті завжди перебували у своїх жіночих половинах і уникали спілкування з незнайомими чоловіками. Умовно жінки ділилися на 6 основних груп: дворянки або дружини багатіїв; простолюдинки або представниці кочівних племен; жінки, що займалися промисловою діяльністю або прикладним мистецтвом; жінки, що уклали тимчасовий шлюб; рабині і повії. Тоді для жінки одружитися з грузином або черкесом було більш пріоритетним, ніж із персом, оскільки перші вважались привабливішими і благонадійнішими. Дівчина до шлюбу повинна була обов'язково зберігати цноту, в той час як для хлопців бажано було вже мати деякий сексуальний досвід. Одружена жінка була зобов'язана віддати своє тіло і душу чоловікові, бути в усьому покірною і смиренною. Процес розлучення і повторний шлюб був дуже простим, при цьому чоловік, розлучений з дружиною за її ініціативою, отримував тавро ганьби в суспільстві. Тому на розлучення подавали переважно чоловіки, і за законом вони були зобов'язані повернути дружині придане. В країні була поширена проституція; якщо повія вміла до того ж гарно танцювати і грати на музичному інструменті, її професія ставала почесною: вона могла отримувати великі гроші, обслуговуючи знать. Відомо, що шах мав 24 найталановитіших повій-виконавиць. За словами європейських мандрівників, ніде, окрім Сафавідського царства, проституція не процвітала в таких розмірах, тому тут повії вимагали значно більше грошей, ніж, наприклад, у Європі.
Жінок в епоху Сафавідів дуже часто зображували на перських мініатюрах, найчастіше у придворному середовищі, де вони, звільнившись від вуалі, проводили свій час на жіночій половині або де-небудь на природі у відокремленому куточку. Часто художники зображували сцени випадкового зіткнення жінки з незнайомим юнаком або як жінка підслуховує розмови чоловіків. Крім цього, вони могли зображати таємні зустрічі безнадійно закоханих молодих людей. Незважаючи на самітництво, знатні жінки вивчали математику, астрономію, фізику, мову і інші науки.

В епоху царювання Каджарів у XIX столітті жінки почали виявляти громадську активність і стали вимагати від держави створення жіночих освітніх установ для дівчаток недворянського походження. Ініціатива зустрічала відсіч з боку ісламського духовенства країни, проте 1865 року за ініціативою Сафієх Єзді[прояснити], дружини шейха Мохаммеда Єзді[прояснити], була відкрита перша школа для дівчаток. Сафієх особисто підготувала 66 жінок, які стали вчительками в школі, і сама поширювала на лекціях ідеї жіночої рівноправності. На рубежі XX століття стали з'являтися перші журналістки і письменниці, 1907 року почав виходити перший жіночий журнал «Данеш», незабаром у найбільших містах стали випускатися десятки різних видань жіночої тематики.

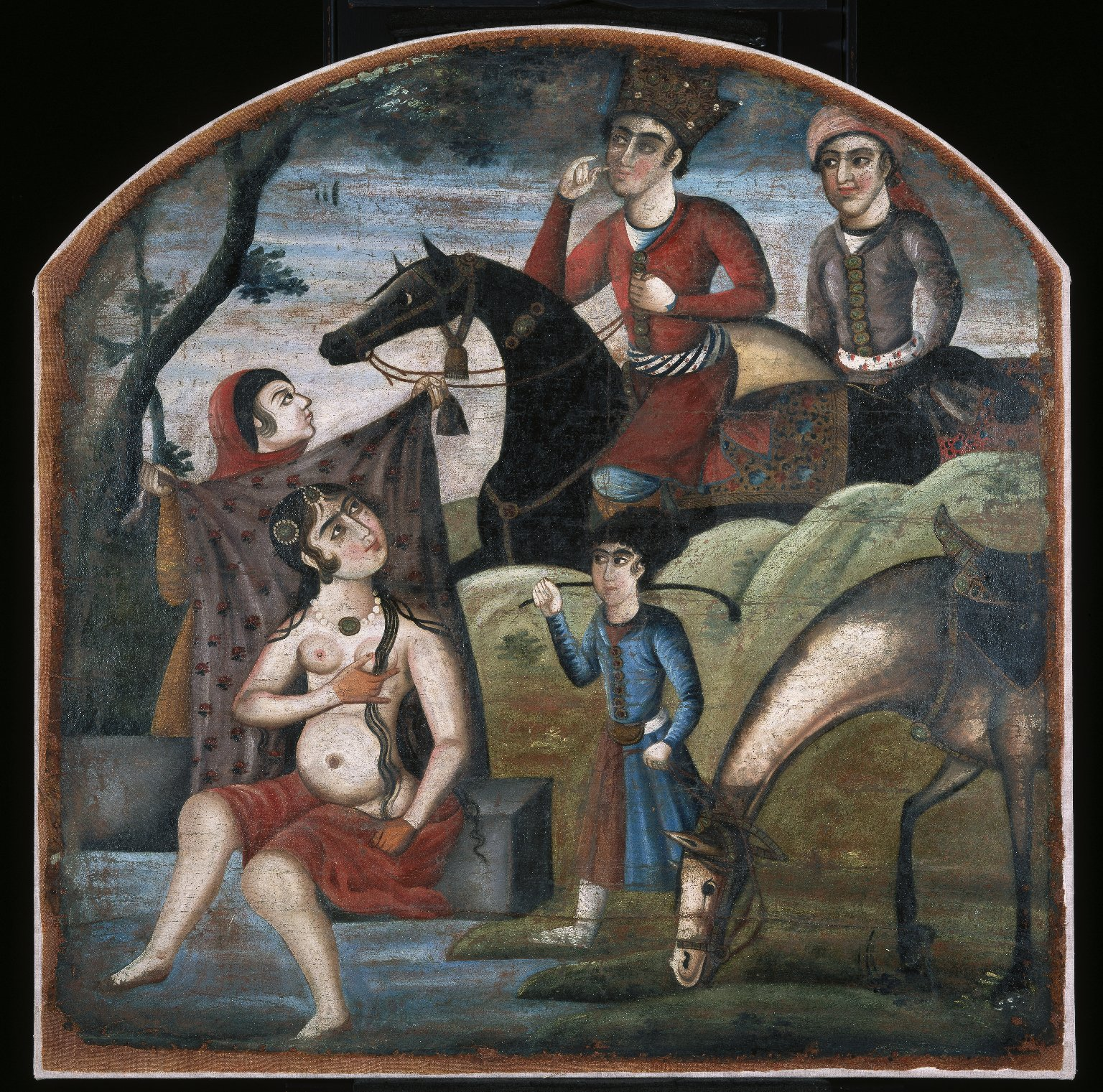
Молодий цар Кей-Хосров стикається з купальницею. Картина середини XVIII століття.
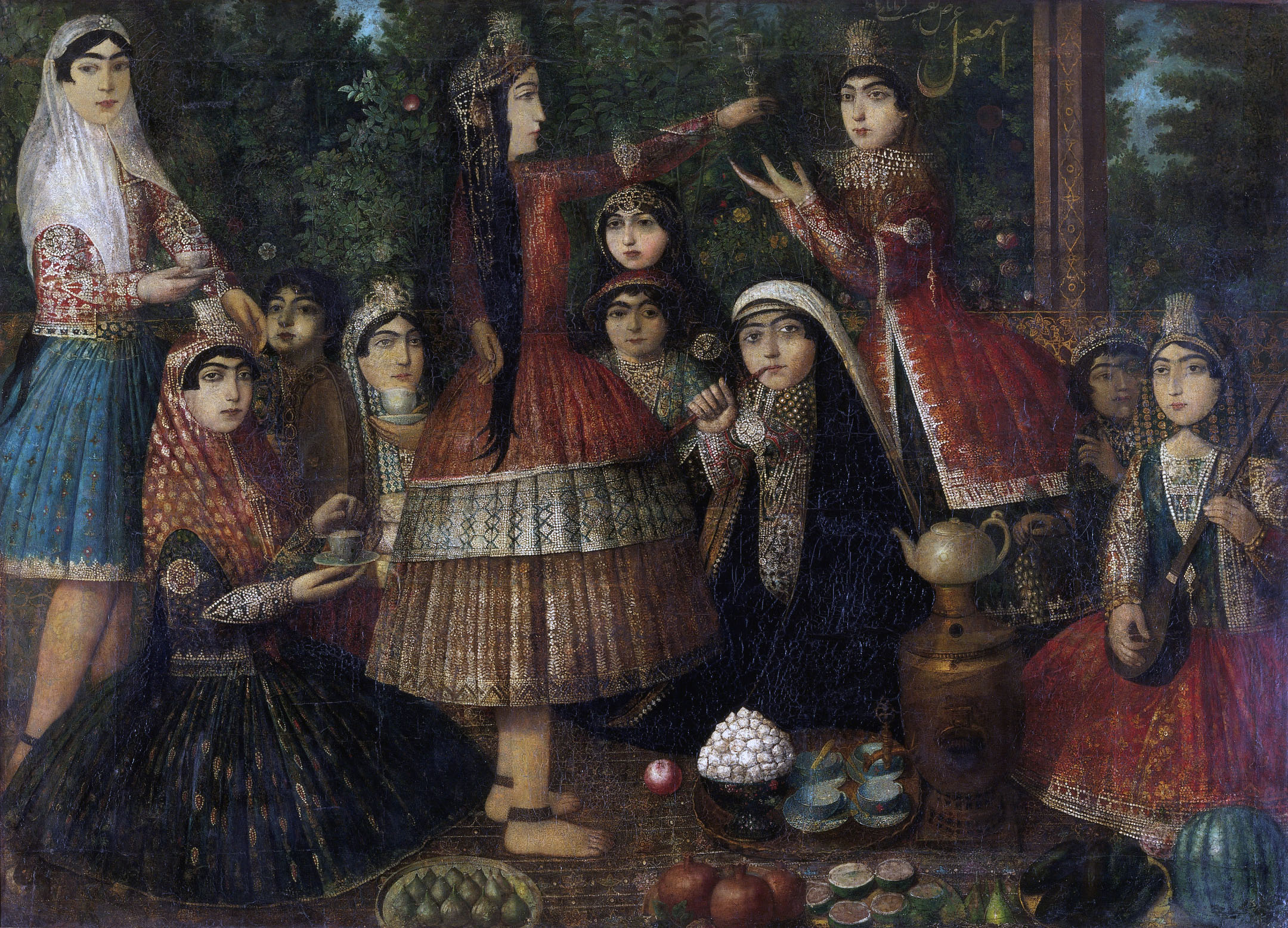
Жінки за танцем. 1860-75 рік
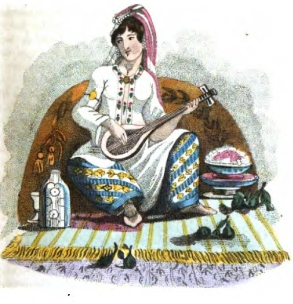
Жінка в гаремі. Західна гравюра
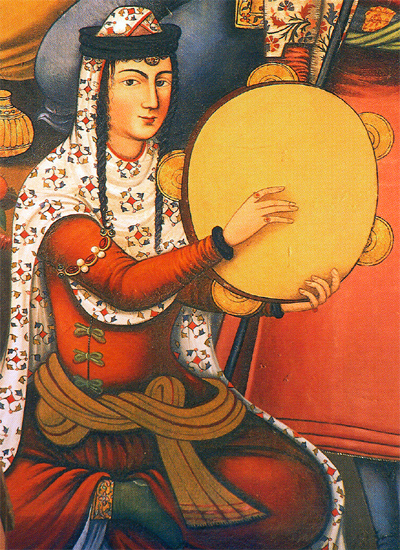
Придворна музикантка
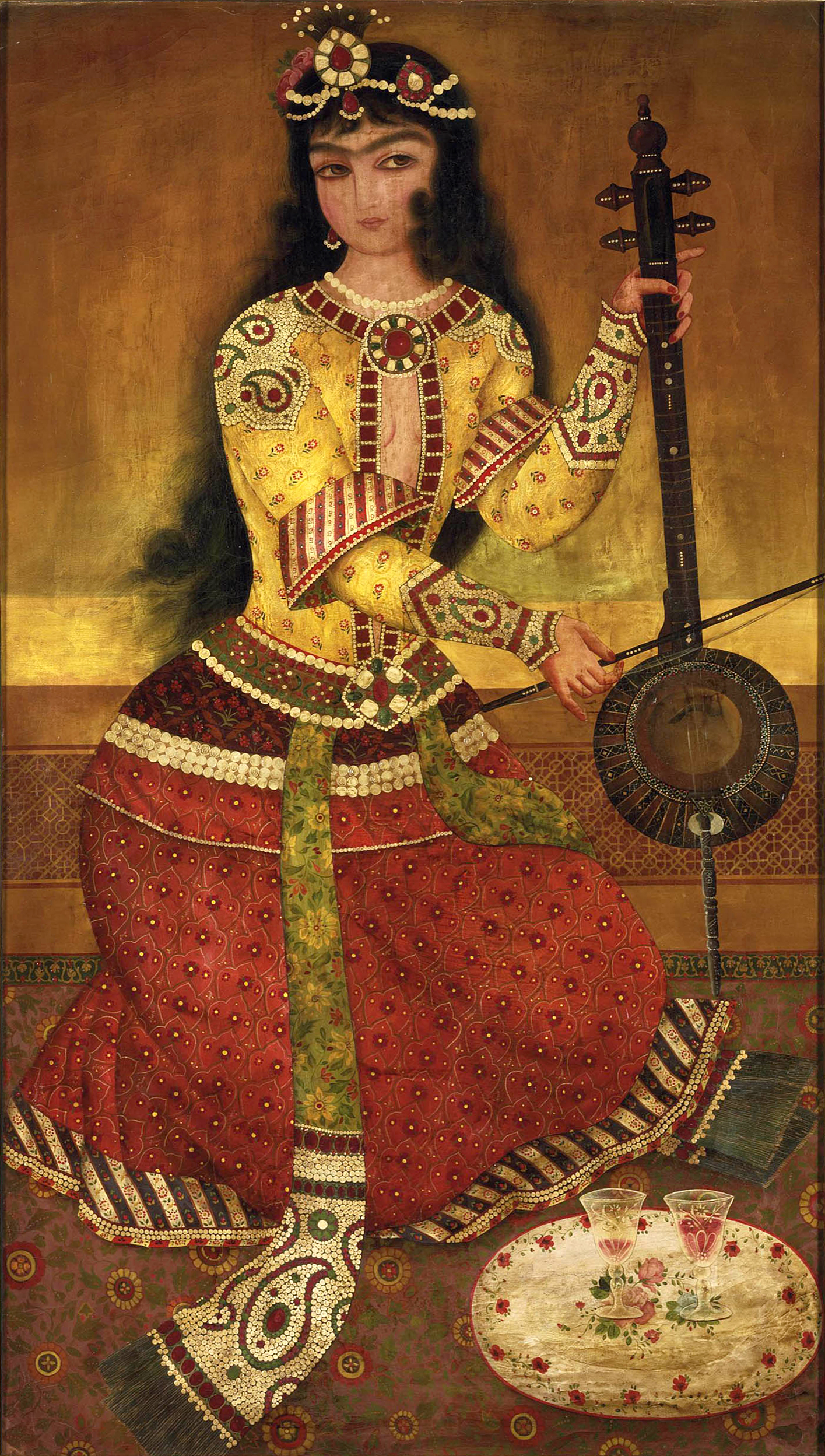
Придворна музикантка
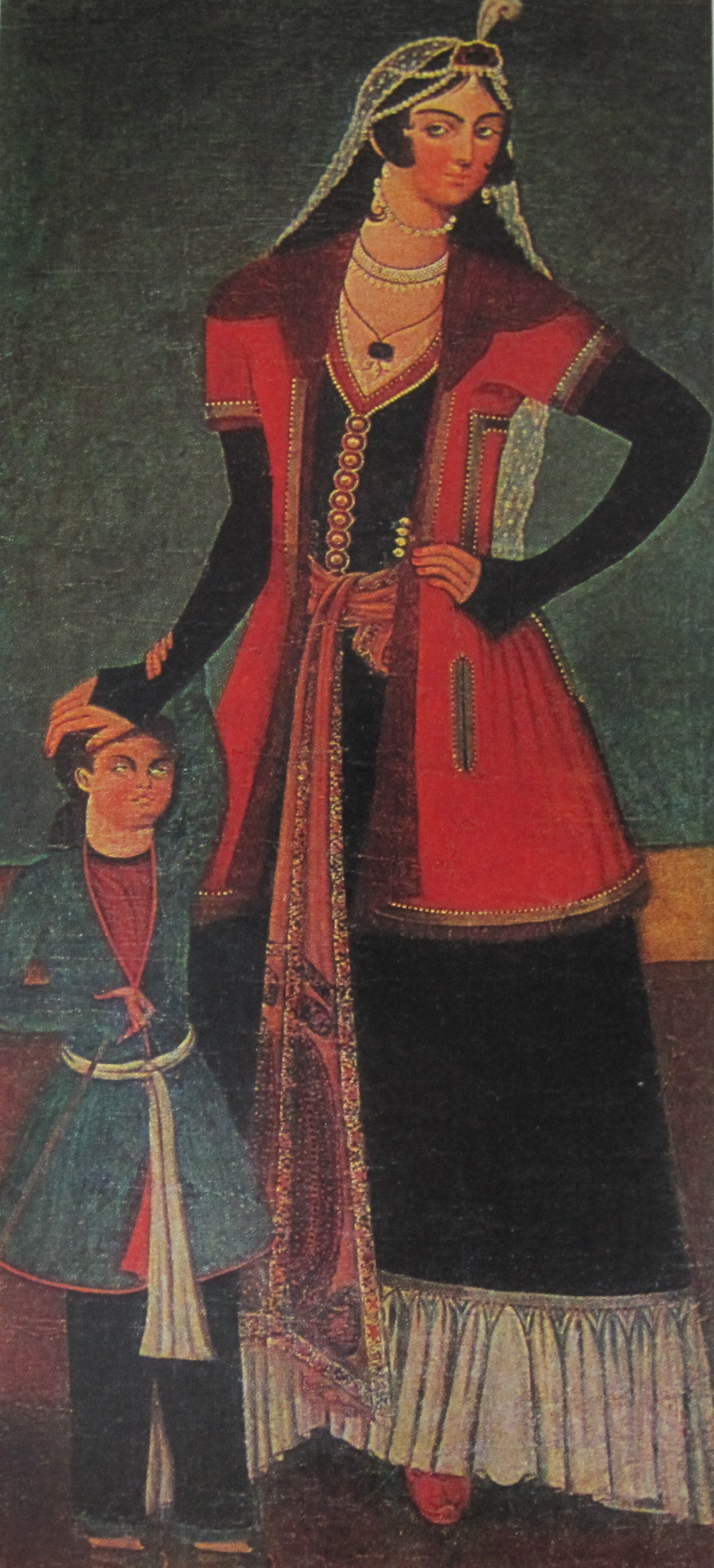
Жінка і хлопчик. Середина XIX століття
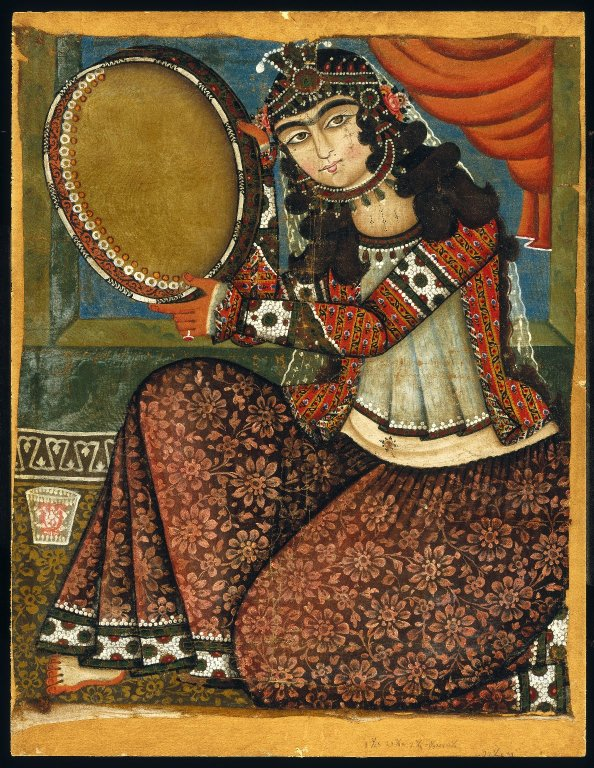
Музикантка. XIX століття
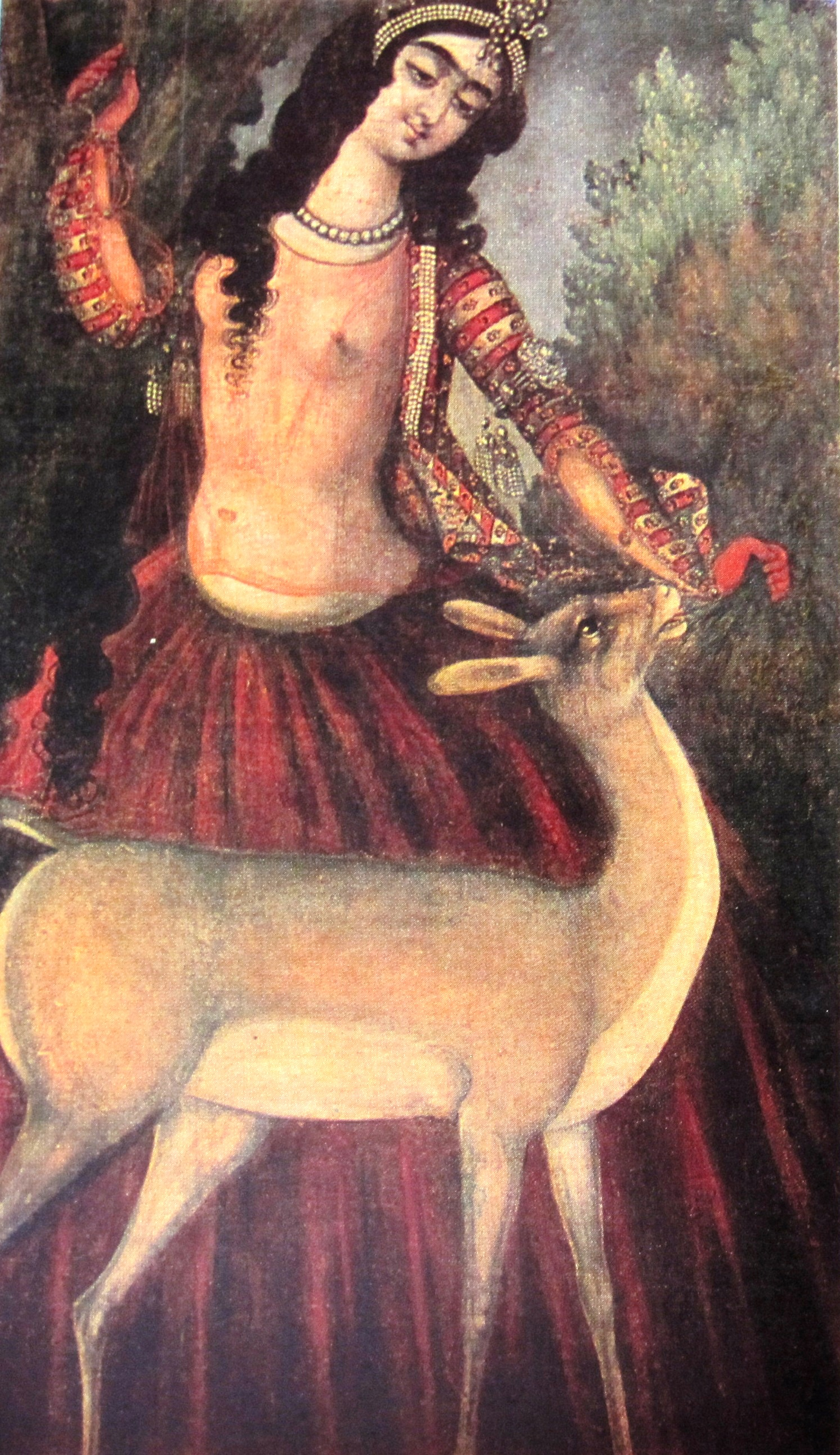
Дівчина з оленятком. XIX століття
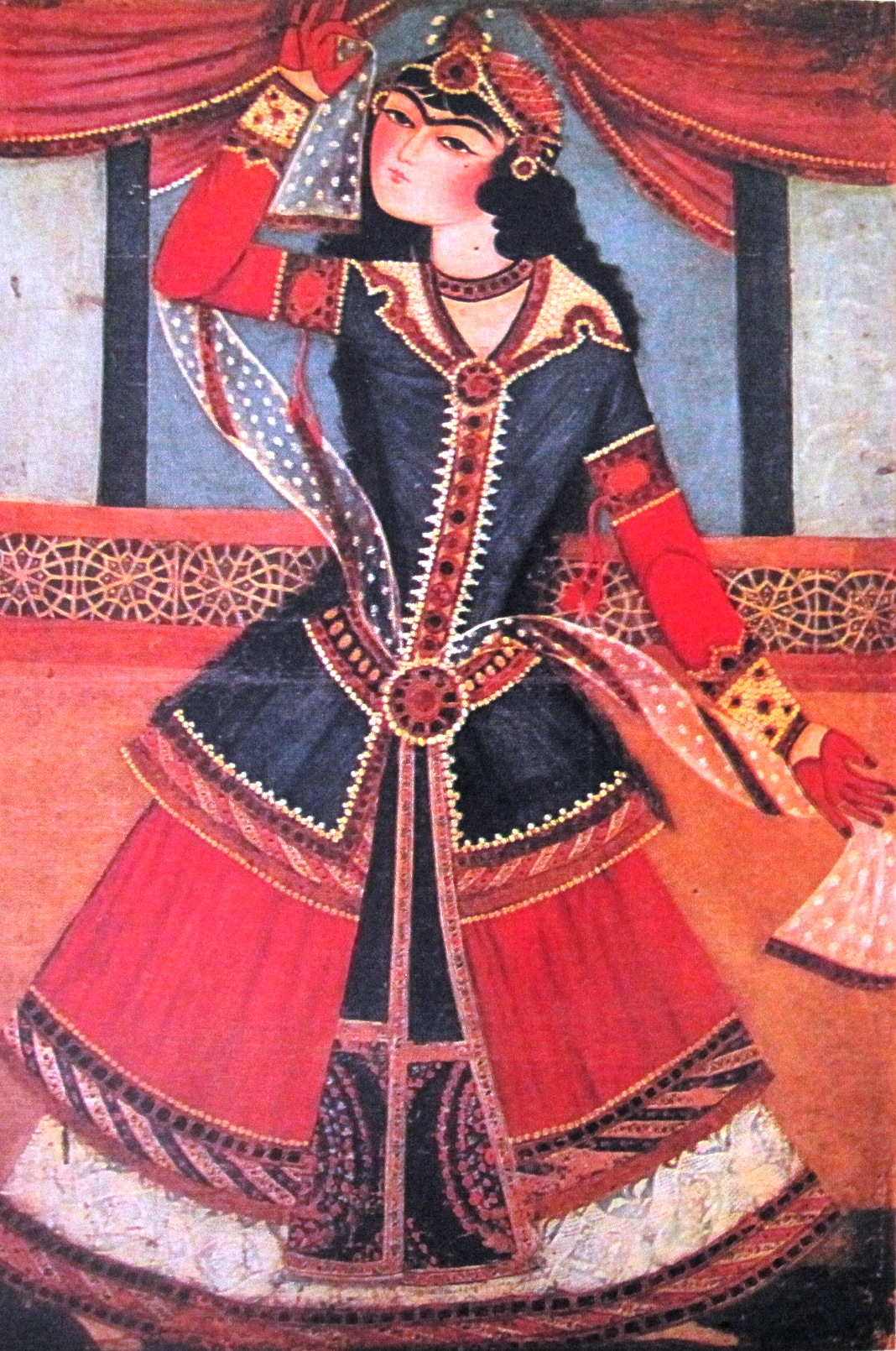
Танцівниця. XIX століття
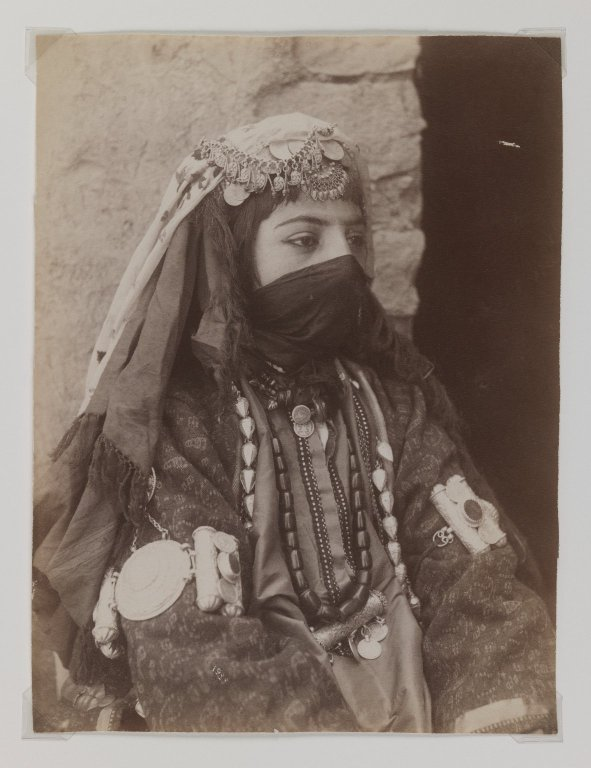
Принцеса з родини Шаха. Фото рубежу XIX і XX століть
Жінка курить кальян. 1900
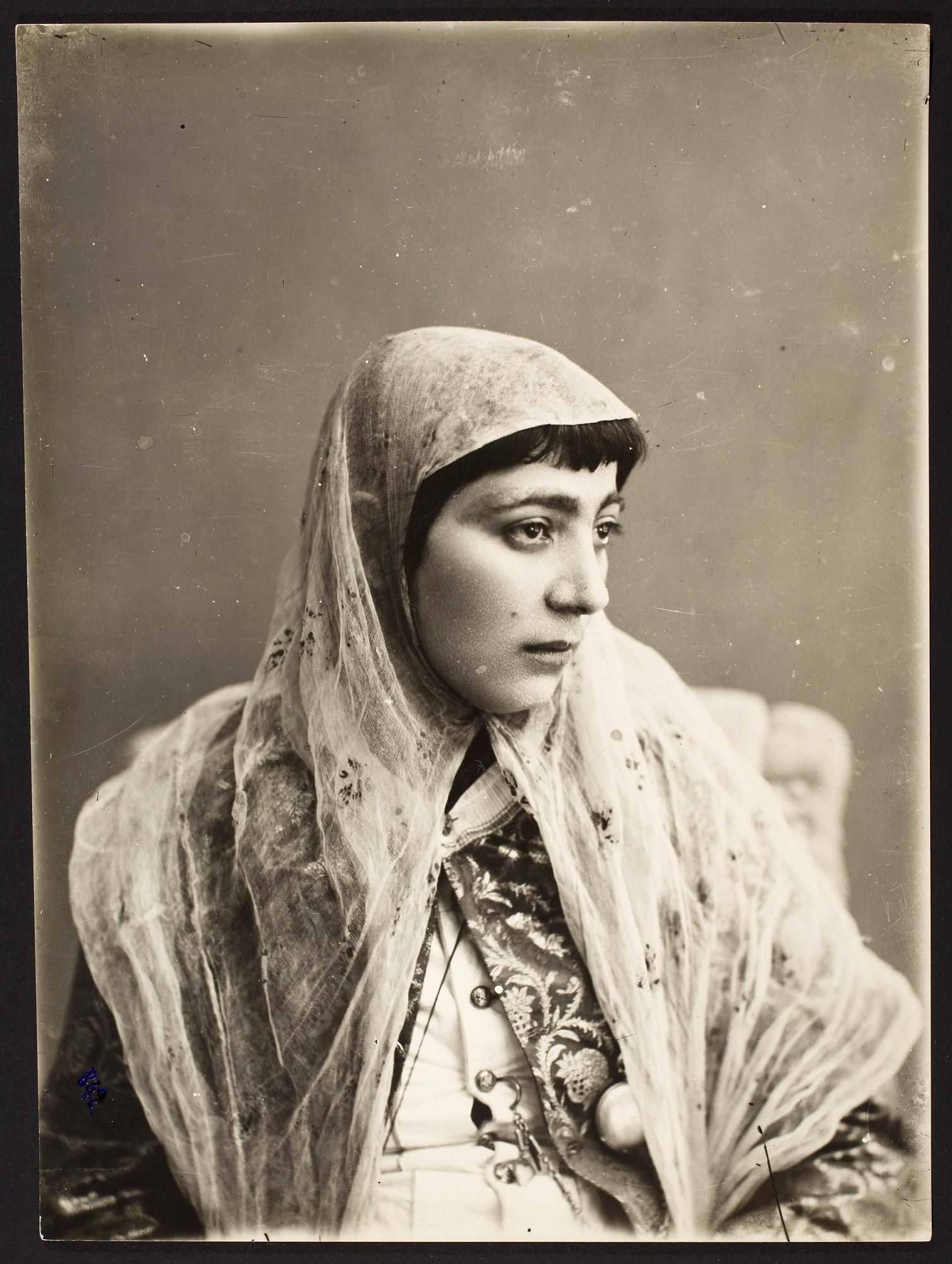
Іранська жінка
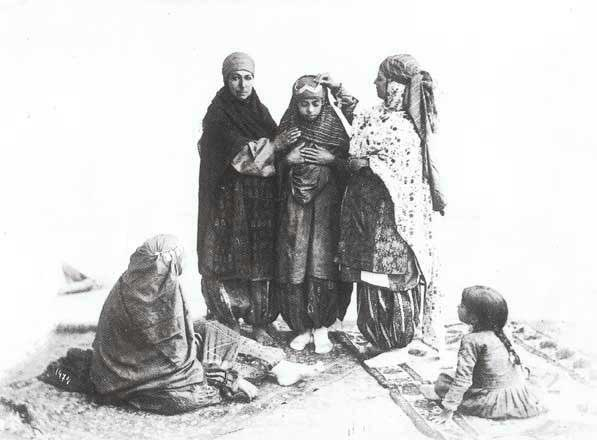
Група з трьох жінок і 2-х дівчат. XIX століття
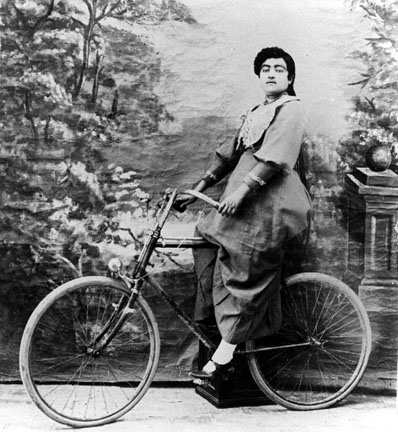
Жінка дворянського походження на велосипеді
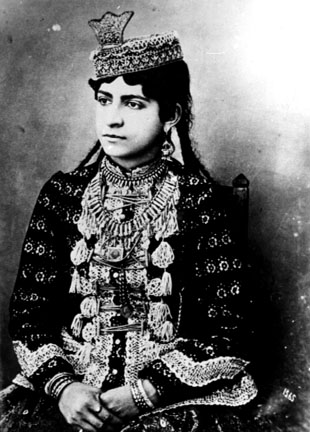
Жінка дворянського роду. XIX століття
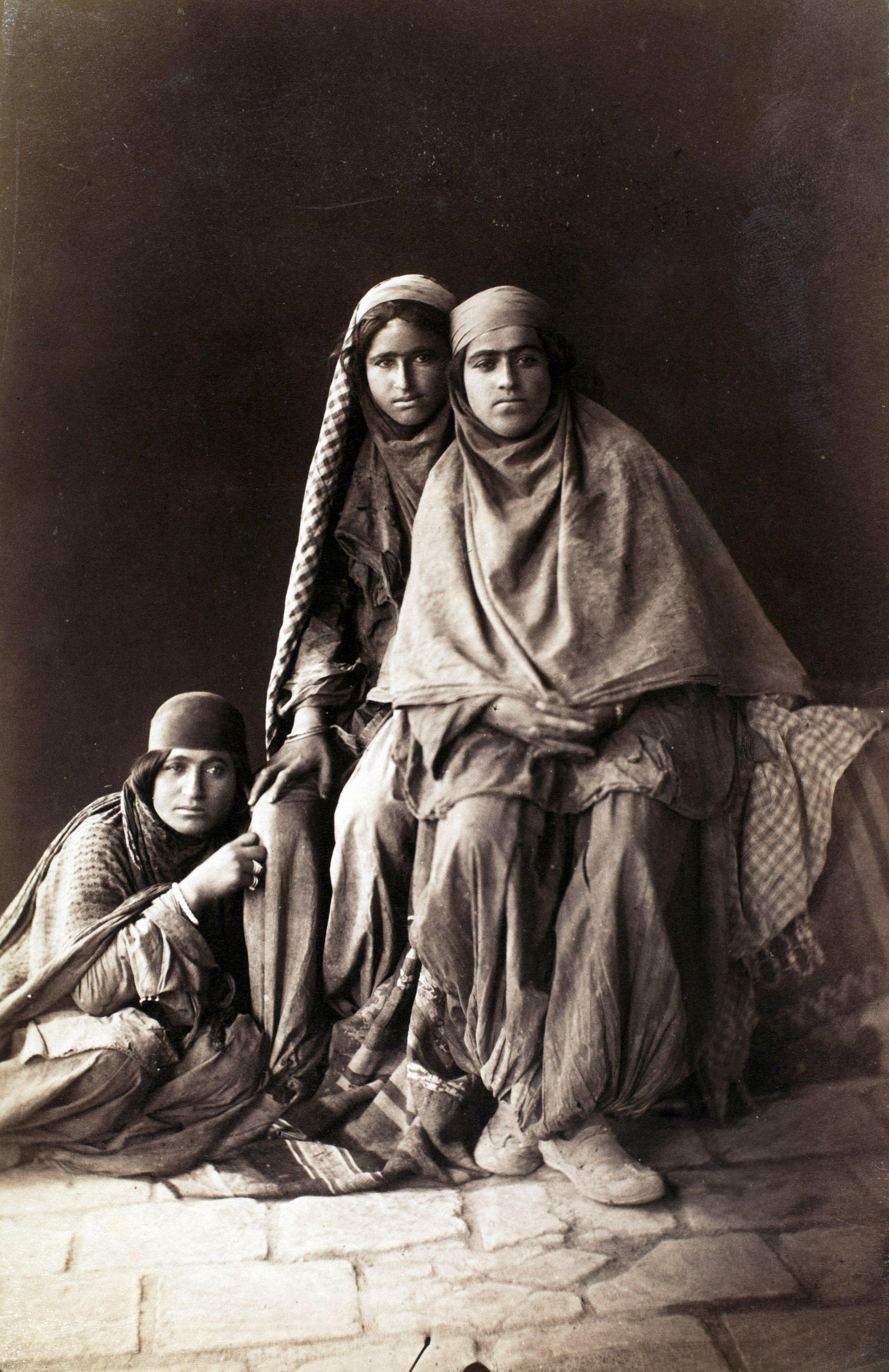
Простолюдинки. XIX століття

### Династія Пахлаві (1925—1979)

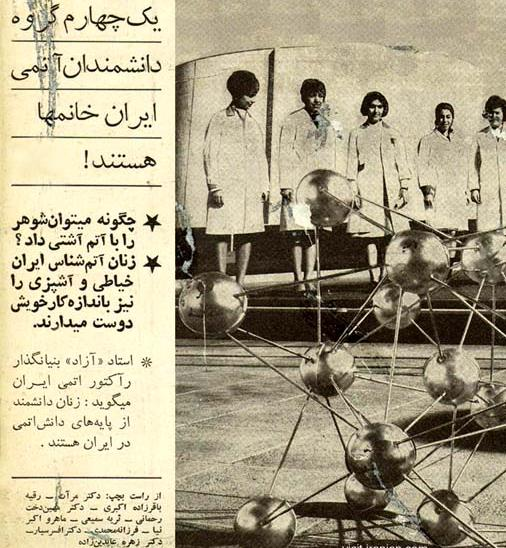
Студентки в Тегеранському університеті, 1968

Період династії Пахлаві відомий як епоха промислової революції в країні і реформ, які надали жінкам широкі права, яку почав шах Реза Пехлеві. 1928 році жінки вперше отримали державні кошти на здобуття освіти за кордоном. 1935 року отримали право навчатися в Тегеранських університетах, а від 1944 року початкова освіта для жінок стала обов'язковою. В країні стали організовуватися жіночі конгреси, в яких брали участь жінки з країн Близького Сходу. Однак, не всі реформи носили доброзичливий відтінок, так, наприклад, будь-які жіночі правозахисні організації, що існували до 1925 року, були заборонені А після указу від 8 січня 1936 року, що забороняв носити хіджаби, поліція почала масово здирати хустки з жінок, навіть якщо ті були дуже релігійними. Це призвело до масового самітництва релігійних жінок, особливо старшого покоління, зробивши їх ще залежнішими від родичів, внаслідок чого закон було скасовано 1941 року.
Жінок (як і чоловіків), що поширювали іншу точку зору, влада переслідувала і суворо карала. Проте становище жінок у цілому значно покращилося, даючи їм можливість брати активну участь у політичному і суспільному житті країни. У жінок з'явилася можливість отримувати освіту і влаштовуватися на роботу з власної волі. Більшість працюючих жінок з освітою підтримували заборону на носіння вуалі як символу гноблення.
Наступний правитель Мохаммед Реза продовжив політику реформ, надавши жінкам виборче право, незабаром в іранський парламент увійшло кілька жінок, з'явилися міністерки в Кабміні і жінки-судді. 1967 року набули чинності закони «про захист сім'ї», які, зокрема, захищають одружених жінок та дітей від домашнього насильства та захищають права розлучених жінок. Зокрема, якщо для розлучення було достатньо того, щоб чоловік тричі вимовив слово таляк, то після реформ обидві сторони повинні були звернутися до суду, до того ж, якщо чоловік хотів одружитися вдруге, то за законом він зобов'язаний був отримати дозвіл від першої дружини, також підвищено мінімальний вік для вступу в шлюб — з 13 до 18 років, однак у сільській місцевості продовжували практикувати дитячі шлюби до 17 років, зокрема, за даними на 1971 рік, 37 % дівчат вступили в шлюб до 13 років, а 57 % у віці від 14 до 18 років. З другої половини XX століття жінки в Ірані відігравали вагому роль у політиці, дипломатії, судовій системі, працювали також у поліції. Серед найвпливовіших жінок того часу були Фаррухру Парса — міністерка освіти і правозахисниця, та Ширін Ебаді, майбутня лауреатка Нобелівської премії світу.
В цей період утворюється багато жіночих правозахисних організацій, які утворили 1966 року коаліцію Жіночі організації Ірану.

У 1960-ті в колах інтелігенції, зокрема й серед жінок, все більшої популярності стали набувати ідеї ісламського фундаменталізму, як протистояння диктатурній політиці Мохаммеда Рези, який не сприймав інакомислення в будь-якій формі.

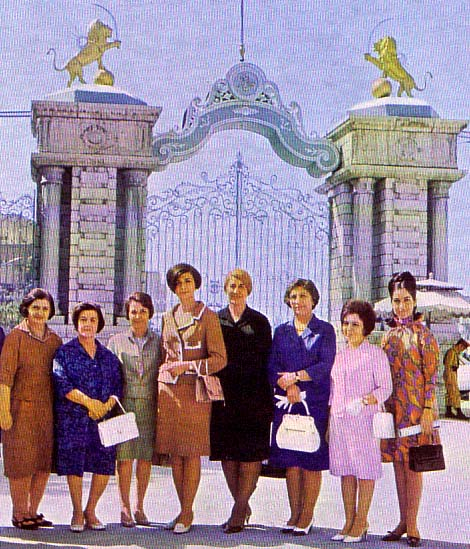
Парламентарки. 1970 рік
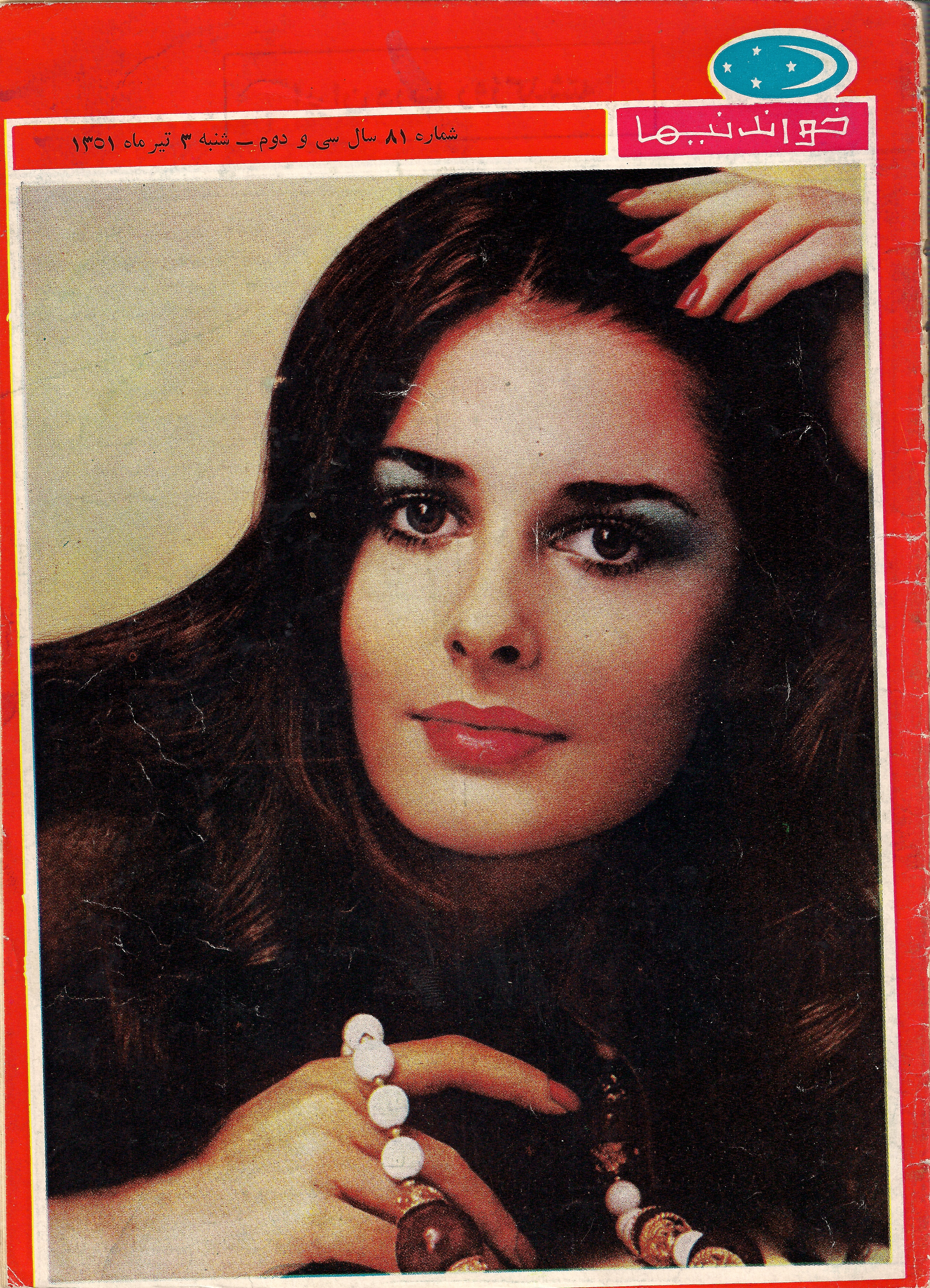
1972. Обкладинка журналу Ханданиха, що виходив протягом 1940-1979
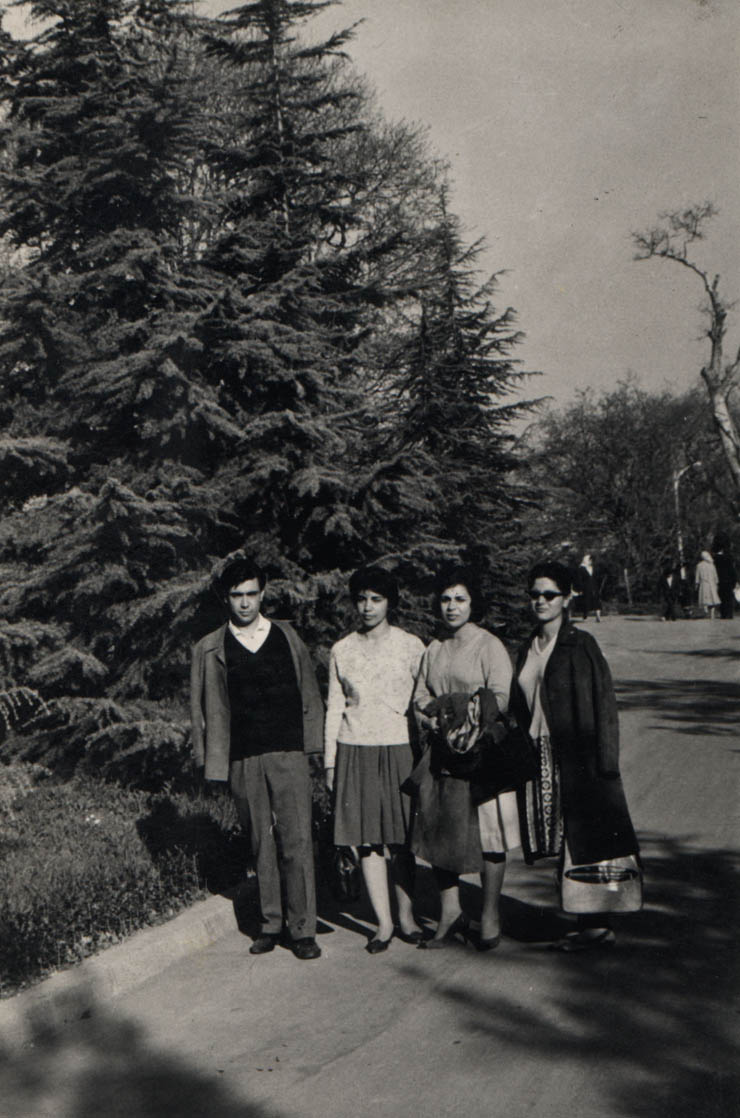
Жінки на прогулянці
Одна з іранських фотомоделей. Фото з журналу, 1971

### Ісламська республіка
До кінця правління династії Пахлаві жінки володіли великими правами, що не мають аналогів в історії Ірану і Персії, тому під час ісламської революції жінки відігравали в ній дуже важливу роль, беручи участь у складі численних жіночих організацій у громадських протестах і вуличних демонстраціях. Проте з приходом нової влади в Ірані, яка обрала консервативний іслам і норми шаріату новою ідеологією країни, більшість прав, наданих жінкам останніми шахами, було скасовано або оголошено поза законом. Зокрема, було скасовано закон «про захист сім'ї», який захищав жінку від насильства і авторитарності чоловіка, як такий, що суперечить цінностям ісламу Фаррухру Парса — перша в історії жінка-міністерка Ірану, була страчена під час революції за відмову вдягти хіджаб. Новий закон зобов'язував жінок покривати тіло і голову згідно з ісламськими приписами. Новий правитель Ірану Аятолла Хомейні оголосив, що для нього образом «ідеальної жінки» є Фатіма — дочка пророка Мухаммеда, яка відрізнялася особливою відданістю чоловіку і богобоязню. Він заявив, що Фатіма повинна стати зразком наслідування для кожної жінки Ірану.
Спочатку введені обмеження в правах викликали масові протести жіночих організацій, яким навіть вдалося організувати кілька вуличних демонстрацій. Незабаром, однак, Хомейні наказав переслідувати і карати всіх, хто чинить опір новому режиму Ірану і його офіційній ідеології. Новою владою було прийнято закони, що дозволяють чоловікам багатоженство і побиття камінням жінок за «порушення порядку» і зраду чоловікові.
Сьогодні в Ірані жінки зобов'язані покривати голову, якщо поруч знаходяться чужі чоловіки, зокрема і на вулиці; покривати тіло до кистей рук і ноги до кісточок. На практиці багато дівчат молодого покоління дотримуються цього правила лише формально, носячи обтягуючий одяг і випускаючи з-під хустки волосся, однак вони ризикують натрапити на так звану поліцію моралі, яка може провести «виховну бесіду». За законом дівчинка повинна «покриватися» з 9 років, а на практиці цього вимагають від 6-річних учениць першого класу — при тому, що освіта для дівчаток і хлопчиків роздільна. Одяг має бути темним (в ідеалі — чорним). Світлі тони вважаються «розпусними» для жінки. У багатьох мечетях, державних установах і університетах від жінок вимагається носіння чадри, яка, як правило, тим жінкам, які прийшли без неї, видається напрокат. Така ж ситуація складається в аеропорту, де туристку, не знайому з формою одягу (дрес-кодом), можуть змусити надягти подаровану їй чадру.
Інше обмеження полягає у забороні співу. Виняток становлять лише народні пісні, жіночі ансамблі і хори, за умови, що там не буде чутно окремий жіночий голос. Жінкам заборонено танцювати в присутності чоловіків. Якщо танці здійснюють в рамках традицій кочові племена, то держава, як правило, в їхні справи не втручається, але якщо в місті організовується вечірка або весілля, то вона часто стає об'єктом уваги поліції моралі, оскільки там найчастіше порушується заборона на спільні танці з чоловіками. На цьому ґрунті в Ірані вже відбувалися гучні скандали навколо іранських зірок.
Жінкам заборонено перебувати на футбольних стадіонах під приводом, що агресивна поведінка і ненормативна лексика вболівальників можуть «нашкодити тонкій психіці жінки». Це обмеження є для суспільства «болючим питанням», оскільки футбол в Ірані має велику популярність і багато матчів більшість жінок можуть дивитися по телебаченню.
Громадський транспорт поділяється на жіночий і чоловічий, для жінок, як правило, відведено останні вагони.
Жінки не можуть бути суддями, оскільки, на думку уряду, «надмірно емоційна жінка не здатна приймати раціональні рішення». За цим самим критерієм голос жінки в суді має нижчу вартість. Якщо трапляється нещасний випадок, що спричинив смерть, винуватець події платить родині загиблої жінки вдвічі менше, ніж у тому випадку, якщо загинув чоловік. Коли жінка укладає шлюб з чоловіком, вона повинна уважно прочитати шлюбний договір і викреслити з нього дискримінаційні пункти, в іншому випадку чоловік може мати право, наприклад, заборонити дружині виходити з дому.

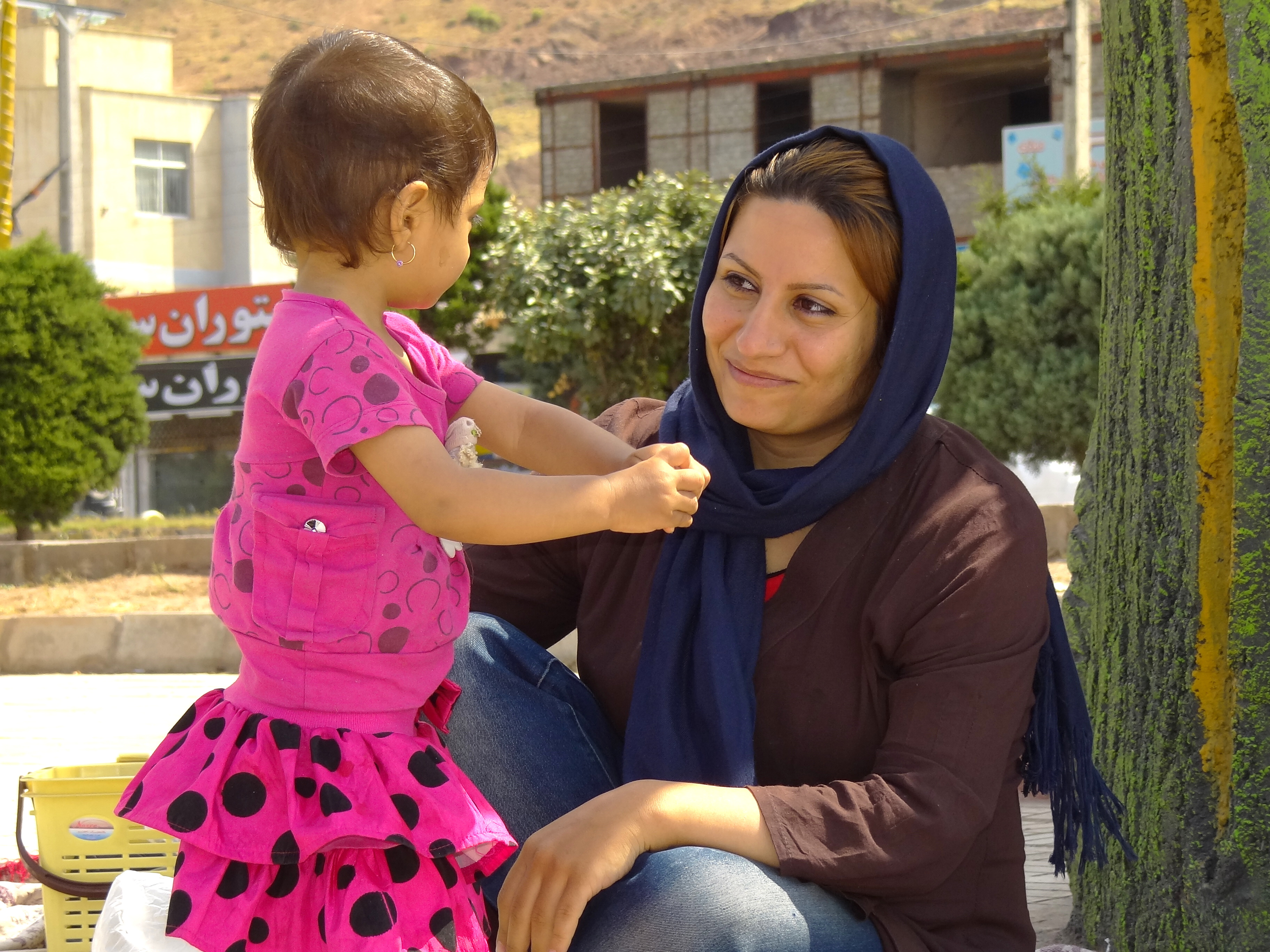
Мати з дитиною. 2012 рік
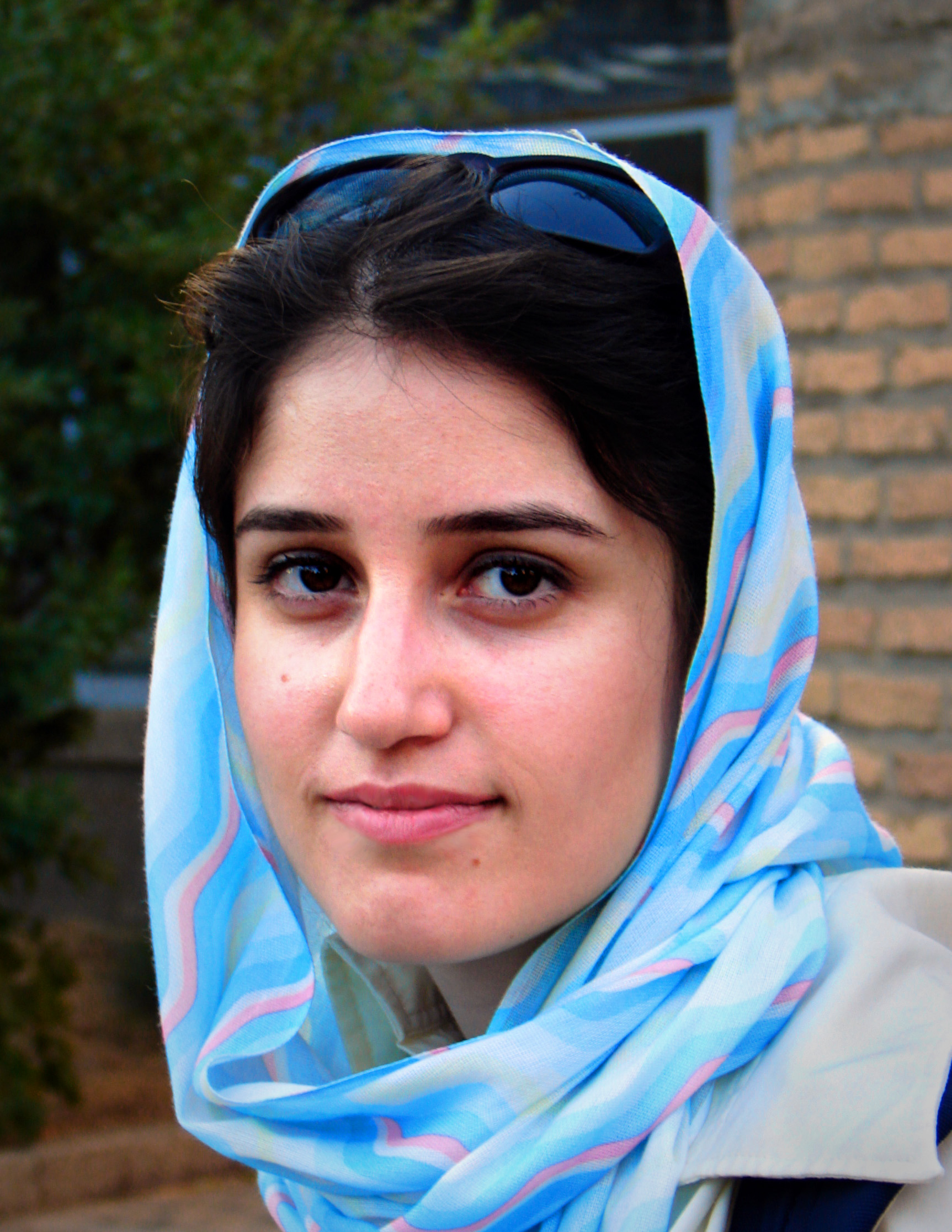
Портрет молодої дівчини. 2006 рік
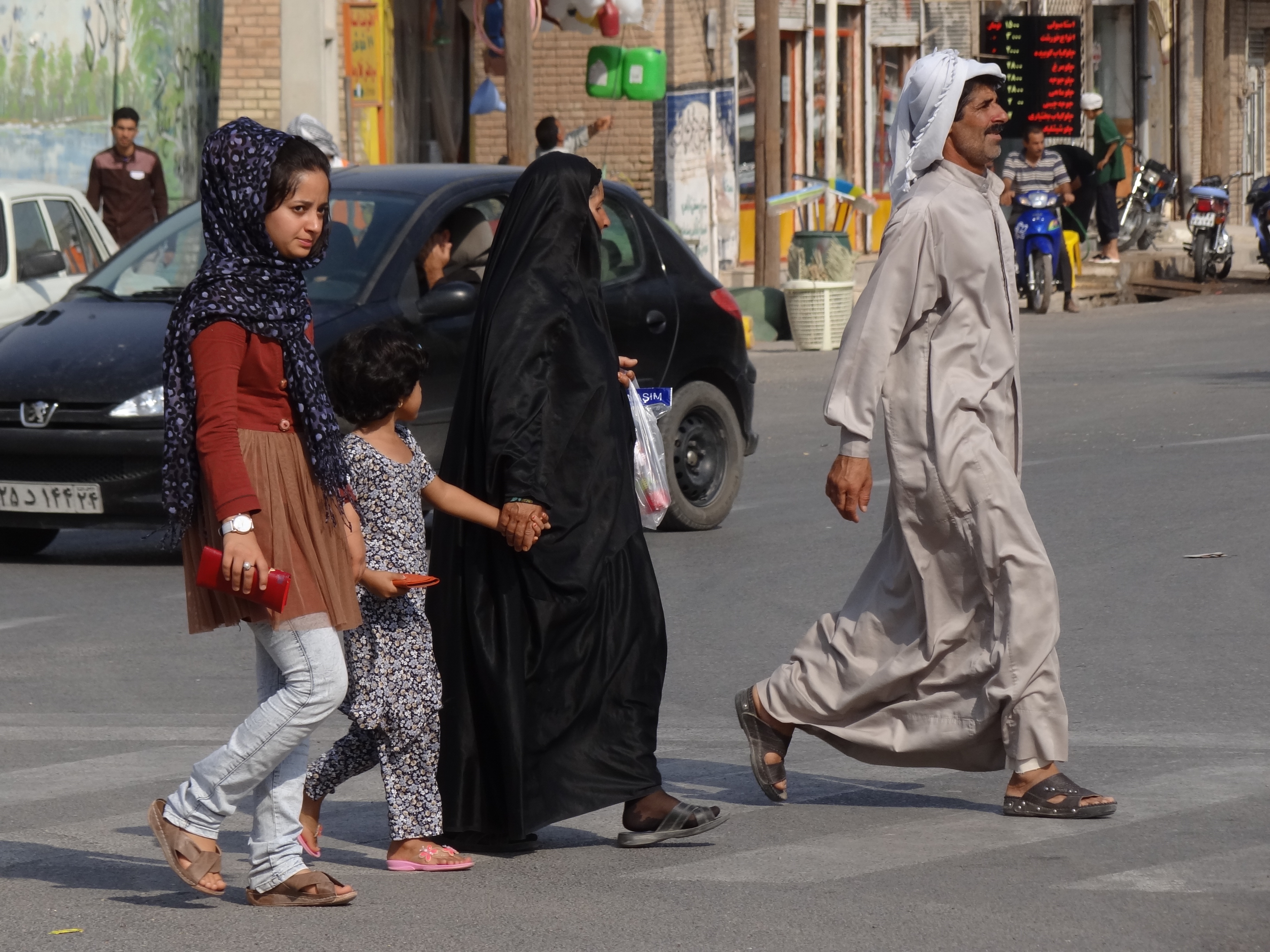
Сім'я в місті Шуш, різниця в суворості дотримання форми одягу між матір'ю і її старшою дочкою
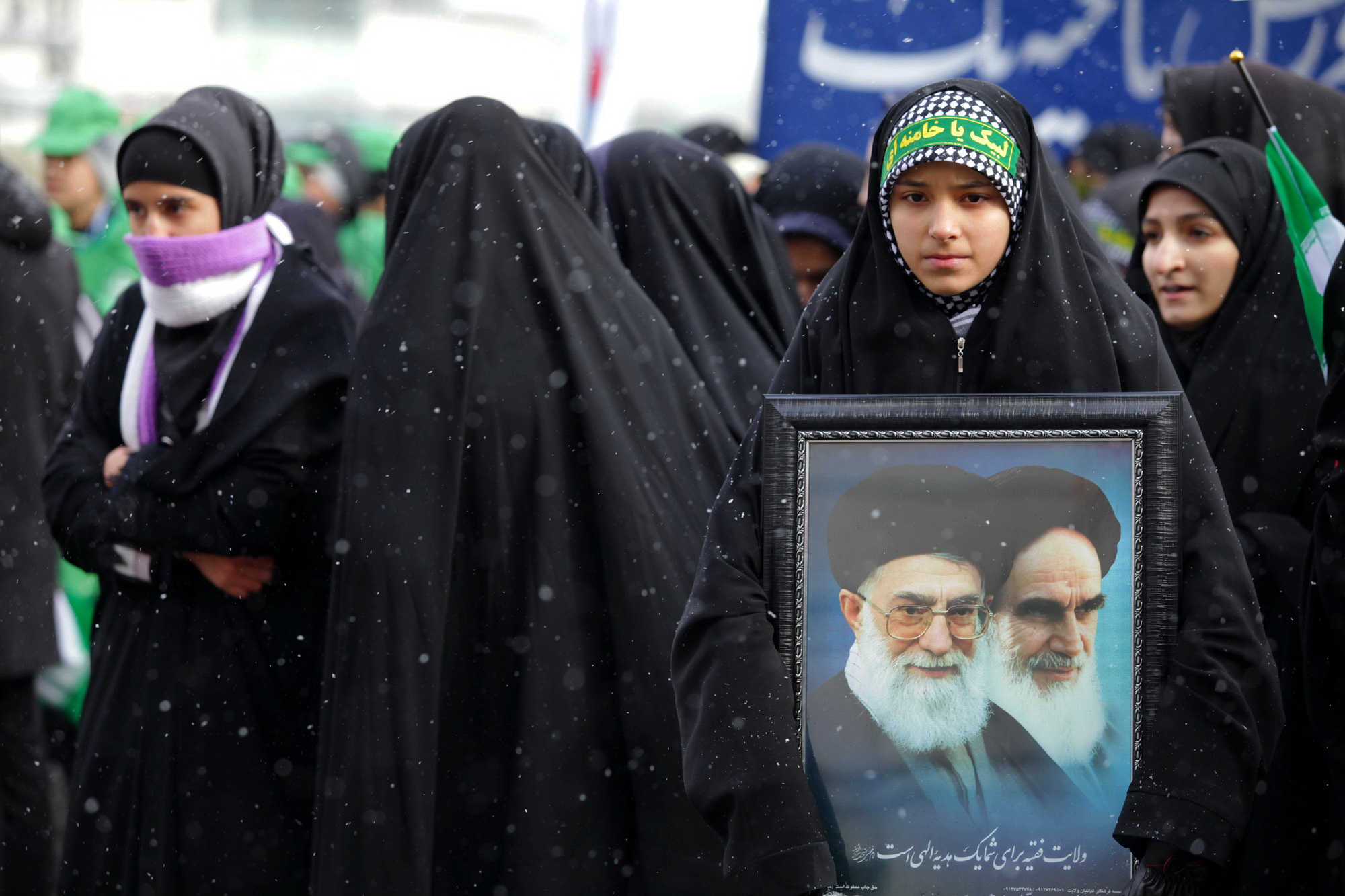
Консервативні прихильники Аятоли Хомейні
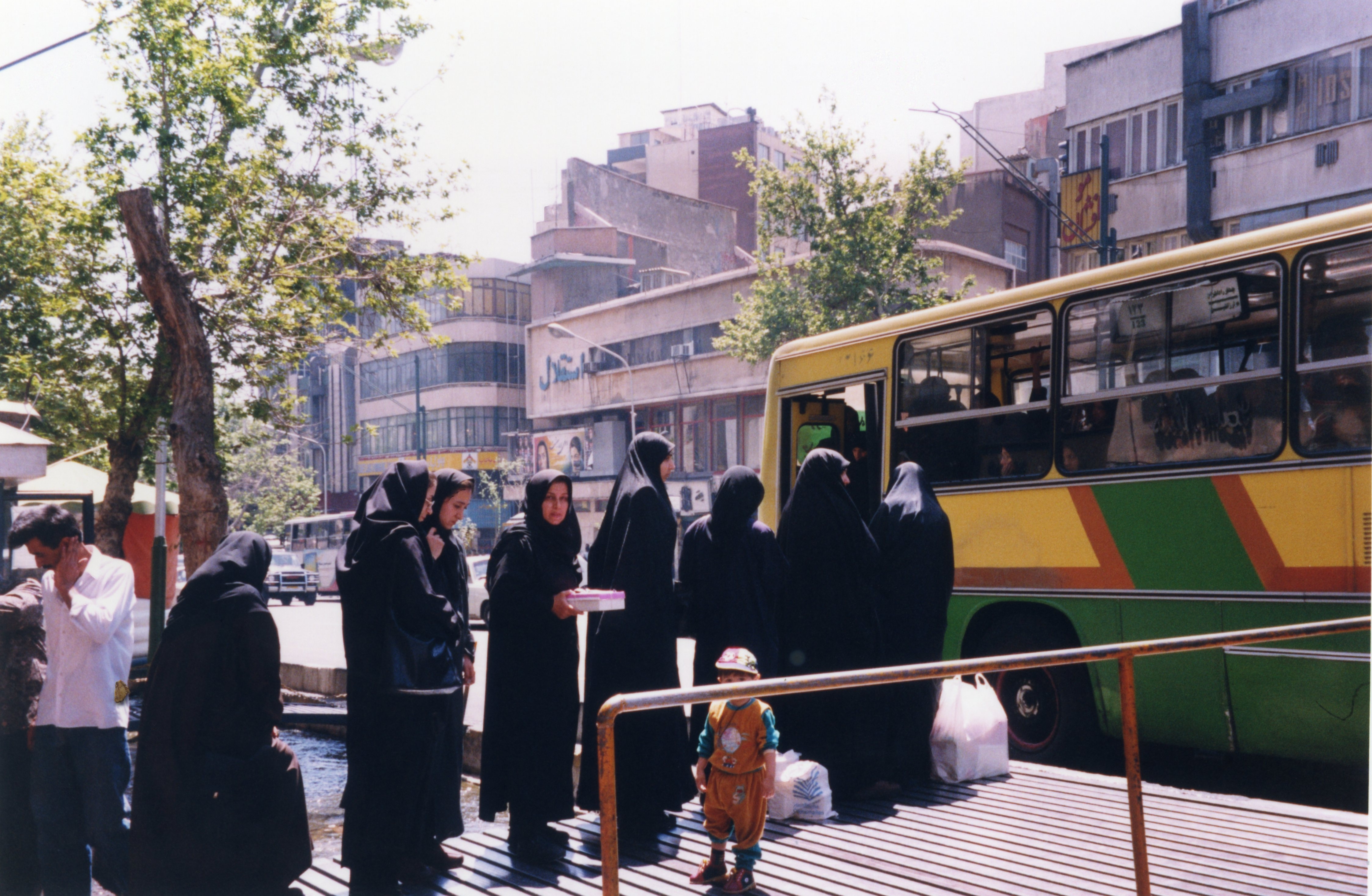
Жінки чекають своєї черги на автобус. 1999 рік
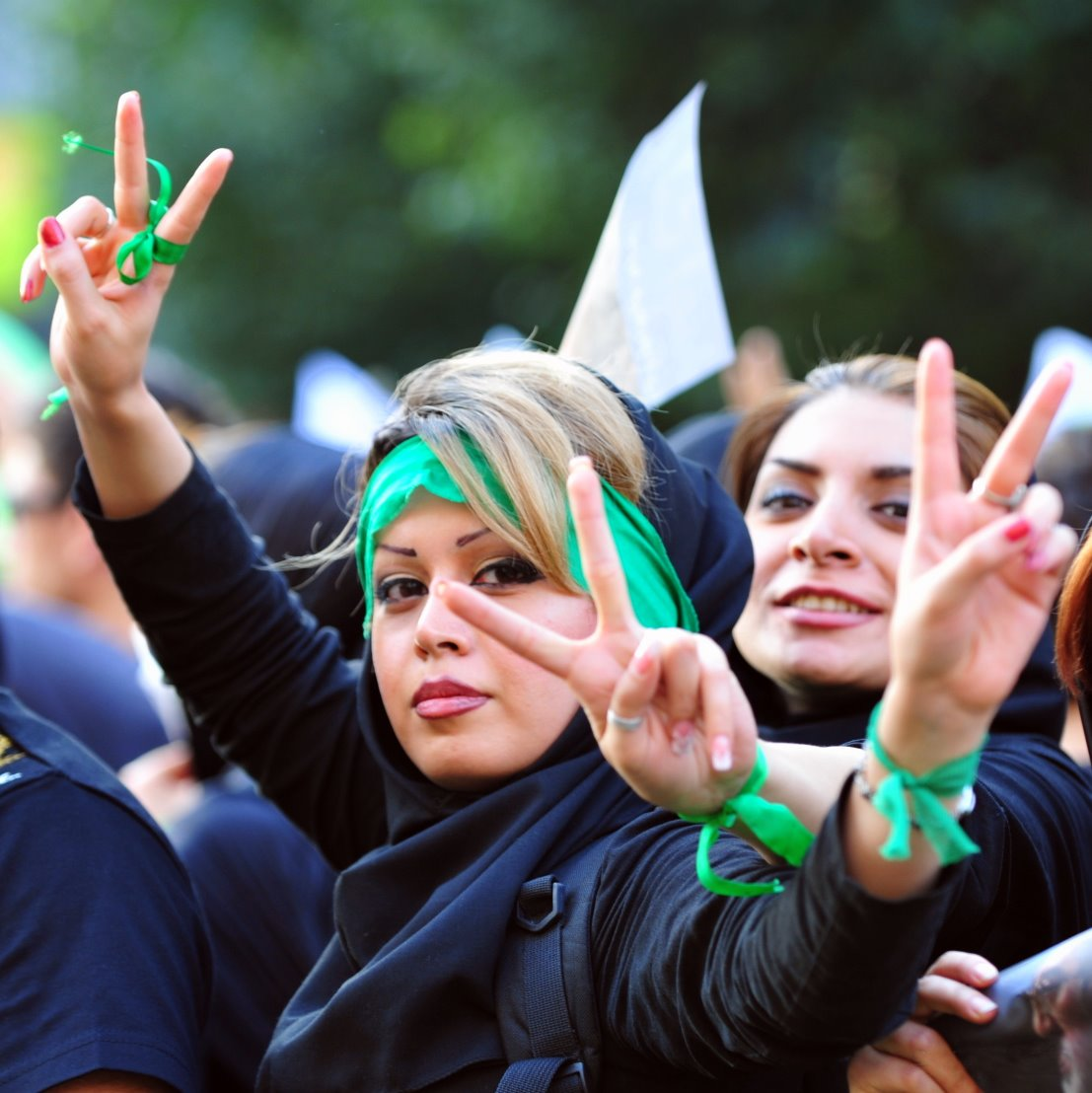
Феміністки Ірану під час Зеленої революції. 2009 рік
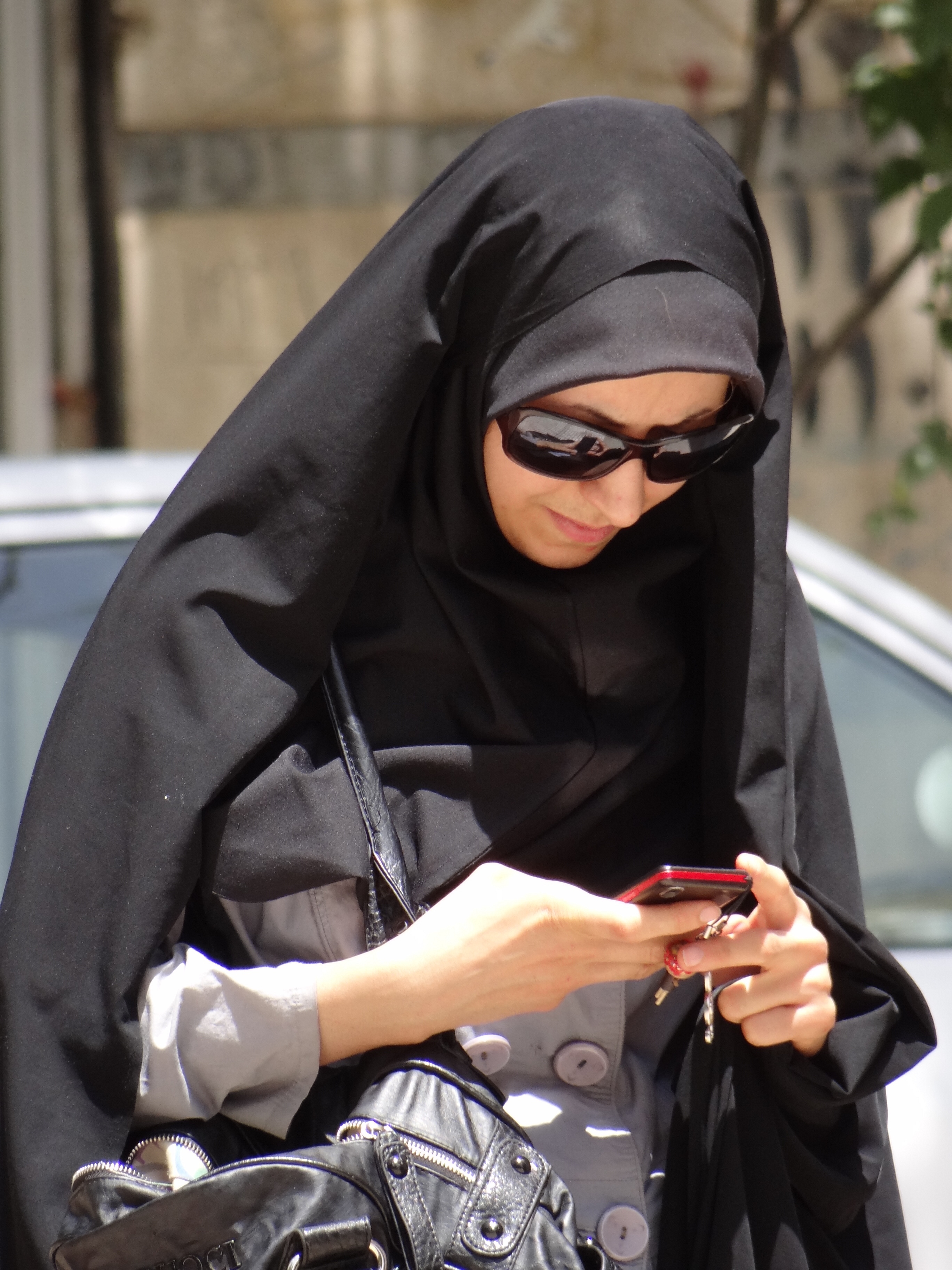
Жінка з телефоном
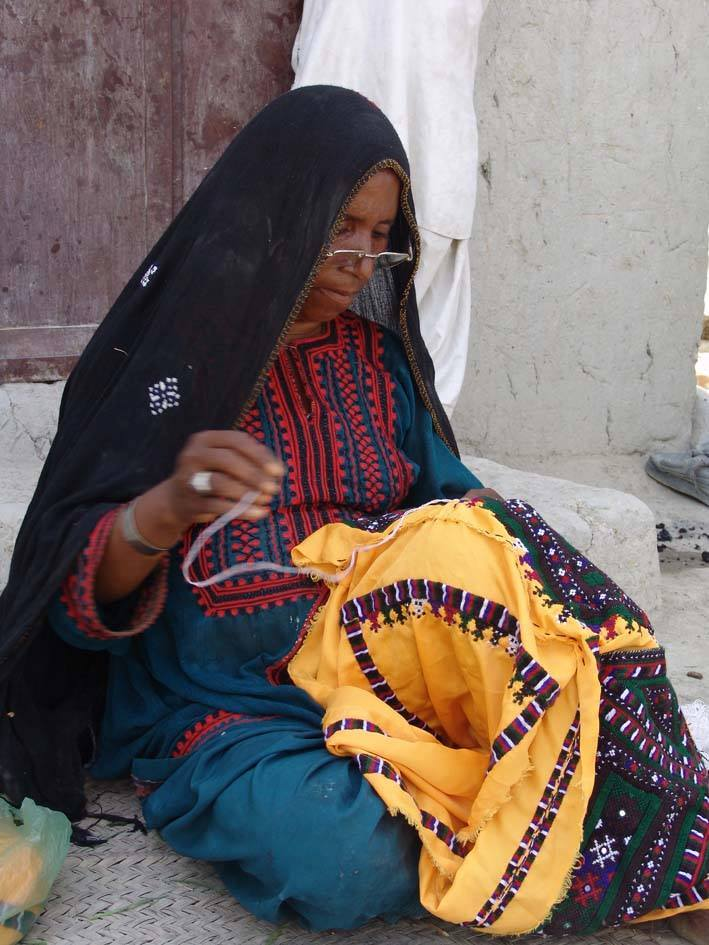
Літня жінка в традиційному костюмі
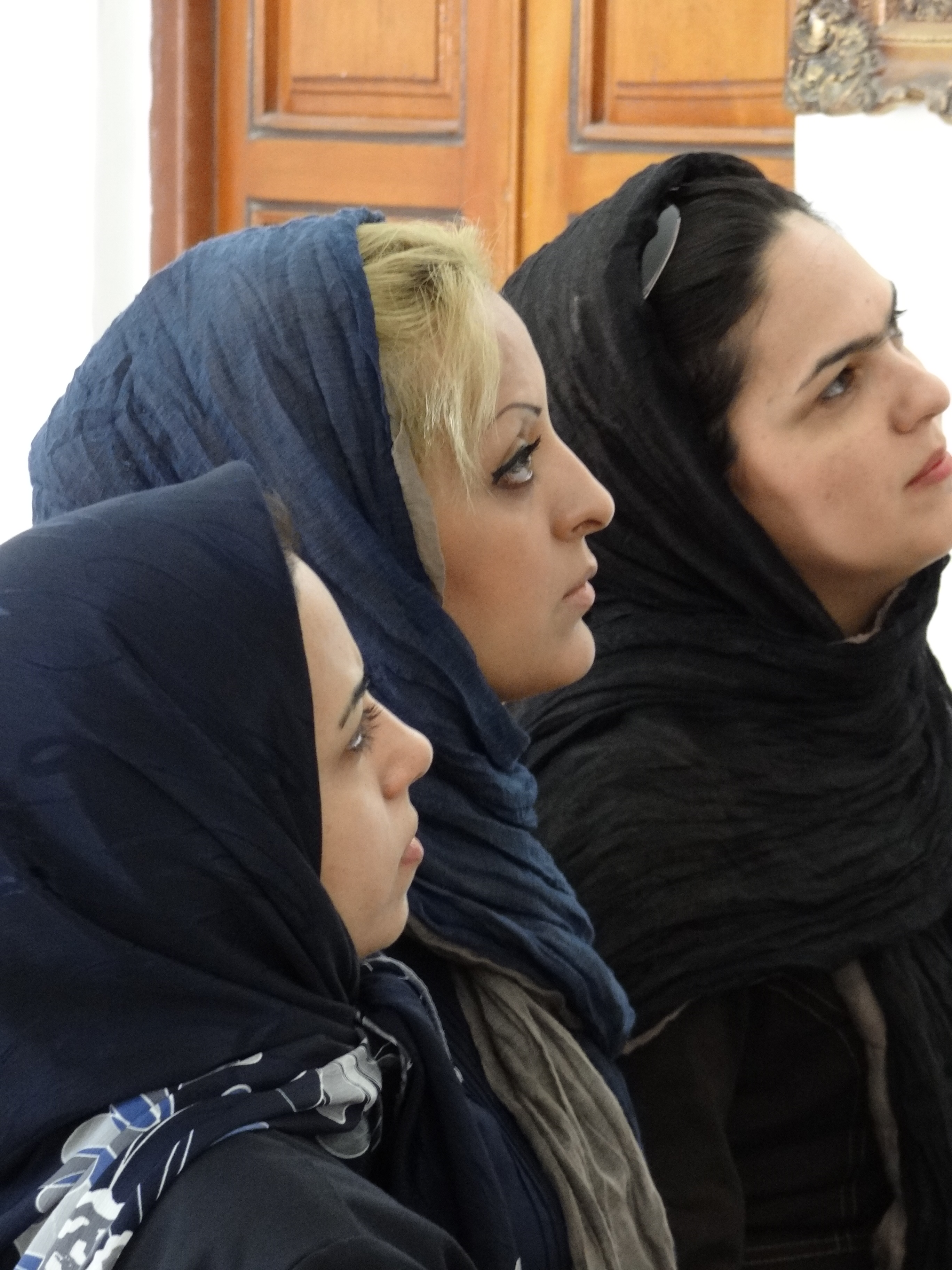
Три жінки

## Політика
Жінки в Ірані отримали право голосу 1963 року. Вперше приймати до іранських університетів жінок почали 1937 року. З того часу кілька політикинь посідали високі посади в уряді чи парламенті. До і після революції 1979 року кілька жінок були міністрми або послами. Фаррухру Парса була першою жінкою, призначеною міністеркою освіти 1968 року, а Махназ Афхамі була 1976 року призначена міністеркою у справах жінок.
Деякі, такі як Тахере Сафарзаде, Масумех Ебтекар, Азам Талеґгані, Фатеме Гаґіґгатжоу, Елахе Кулай, Фатеме Джаваді, Марці Даббак і Захра Рагнавар, прийшли після революції. Інші іранки, такі як Ґолі Амері та Фарах Карімі, займають посади в західних країнах.
Зараз у парламенті 17 жінок із 290 парламентарів. Це більше ніж 9 після попередніх виборів.
В даний час в Ірані діє декілька жіночих політичних організацій, серед яких:
| Партія                                 | Генеральна секретарка                 | Табір        |
| -------------------------------------- | ------------------------------------- | ------------ |
| Товариство Зейнаб                      | Азам Хаджі-Абасі (Azam Haji-Abbasi)   | Консерватори |
| Асоціація жінок ісламської революції   | Седіґе Геджазі (Sedigheh Hejazi)      | Консерватори |
| Ісламська асамблея дам                 | Фатеме Карубі                         | Реформатори  |
| Асоціація жінок Ісламської Республіки  | Захра Мостафаві Хомейні               | Реформатори  |
| Асоціація журналісток                  | Джалей Фарамарзян (Jaleh Faramarzian) | Реформатори  |
| Реформаторська жіноча партія           | Захра Шожай                           | Реформатори  |
| Товариство прогресивних мусульманок    | Фатема Ракеї                          | Реформатори  |
| Жіноче товариство ісламської революції | Азам Талеґгані                        | Реформатори  |
| Товариство підтримки прав жінок        | Шагіндохт Молаверді                   | Реформатори  |

## Освіта

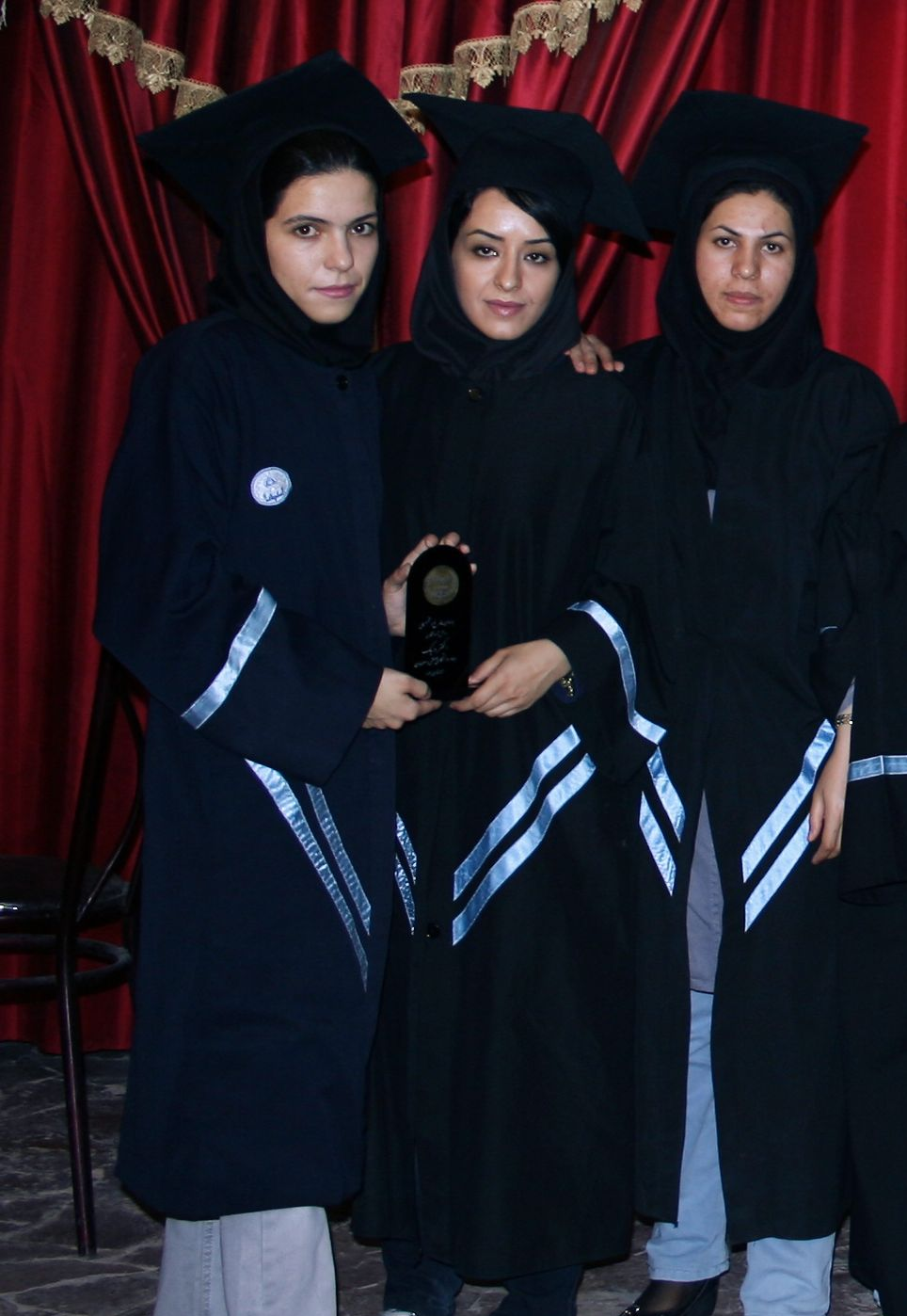
Випускниці Ісфаганського технологічного університету. За даними ЮНЕСКО від 2012 року, в Ірані більше студенток у галузі інженерії, ніж у будь-якій іншій країні світу

Освіта відігравала важливу роль в іранському суспільстві, тим більше, що нація розпочала період модернізації під владою Реза Шаха Пахлаві на початку ХХ століття, коли кількість жіночих шкіл почала зростати. Формальна освіта для жінок в Ірані розпочалася 1907 року зі створення першої початкової школи для дівчат. До середини століття правові реформи, що надають жінкам право голосу та підвищення мінімального віку для шлюбу, створили більше можливостей жінкам здобувати освіту поза домом. Після періодів обмежень освітні досягнення жінок продовжували зростати через ісламіфікацію освіти після Іранської революції 1979 року, досягши свого піку в роки після кардинальних змін у навчальній програмі та студентському складі. До 1989 року жінки переважали на вступних іспитах до коледжів.
Участь жінок в освіті не сповільнилася, незважаючи на зусилля щодо встановлення обмежень в освітній сфері, де зростало їх домінування. Зміни в освіті жінок розділилися на розширення можливостей, доступних жінкам, та накладення суворих вимог, що регулюють їхню роль в освіті, зокрема розділення класів за статтю, ісламське вбрання та спрямування жінок на «жіночі» спеціальності, які заважають досягти певної кар'єри.
Неписьменність серед жінок зменшується: якщо 1970 року вона становила 54 %, то до 2000 року — 17,3 %. Освіта жінок Ірану зросла від 46 % рівня грамотності, до 83 %. Іран у 1970-х роках посідав 10-е місце за рівнем жіночої грамотності і досі[уточнити] займає цю позицію.
За даними світового опитування ЮНЕСКО, на первинному рівні зарахування Іран має найвище співвідношення жінок та чоловіків у світі серед суверенних країн, а співвідношення дівчата — хлопці становить 1,22:1.00. За даними ЮНЕСКО від 2012 року, в Ірані має більше студенток у галузі інженерії, ніж будь-яка інша країна світу.

## Внесок в економіку

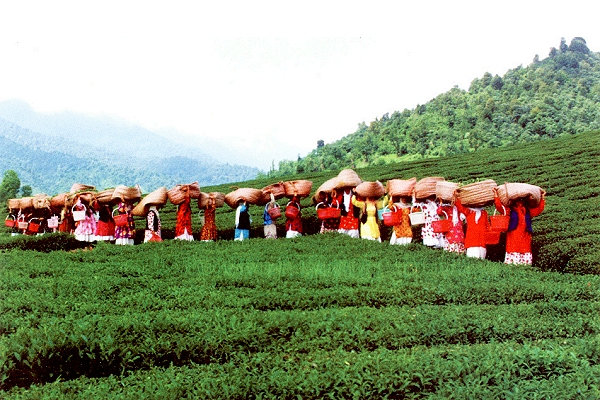
Чайний урожай у Лахіджан

Починаючи з 1970-х Іран пережив значні економічні та соціальні зміни. Рівень залучення жіночої робочої сили зростав з 9,1 % у 1996 році до 14 % у 2004 році і до 31,9 % у 2009 році. Тобто за 13 років зростання склало 22,8 %. Жінки становлять понад половину населення Ірану, але вони складають невеликий відсоток робочої сили. Офіційна статистика, яку повідомляє Бюро перепису, свідчить про те, що участь жінок у робочій силі залишається досить низькою. Незважаючи на це, хоча жінки становлять майже 30 % іранської робочої сили, а відсоток усіх іранських жінок, які є економічно активними, збільшився більш ніж удвічі з 6,1 % у 1986 році до 13,7 % у 2000 році. 2004 року з 18   мільйонів зайнятого населення Ірану жінки становили лише 12,9 % (або приблизно 2 160 000). Чоловіки з іншого боку складають 64 %, або приблизно 11 520 000.[прояснити] Однак дані МОП говорять про те, що в останні роки безробіття жінок постійно вище, ніж у чоловіків (Олмстед). Жінки зосереджені на типово жіночих роботах в освіті та догляді. 82,7 % жінок-державних службовиць працюють в освіті, а також на адміністративних, фінансових, канцелярських, медичних посадах. Однак, за даними Міжнародної організації праці, першими трьома сферами зайнятості жінок є сільське господарство, виробництво та освіта. Одним із факторів збільшення зайнятості жінок є підвищення рівня їх грамотності. Однак рівень безробіття серед жінок порівняно з рівнем чоловіків все ще значно вищий. Наприклад, 1996 року рівень безробіття серед жінок становив 13,4 %, тоді як серед чоловіків рівень безробіття становив 8,4 %. Рівень безробіття як серед чоловіків, так і серед жінок зростав з 1996 року, а гендерний розрив у безробітті все ще існує. Наприклад, 2008 року рівень безробіття серед чоловіків становив 9,1 %, а серед жінок — 16,7 %

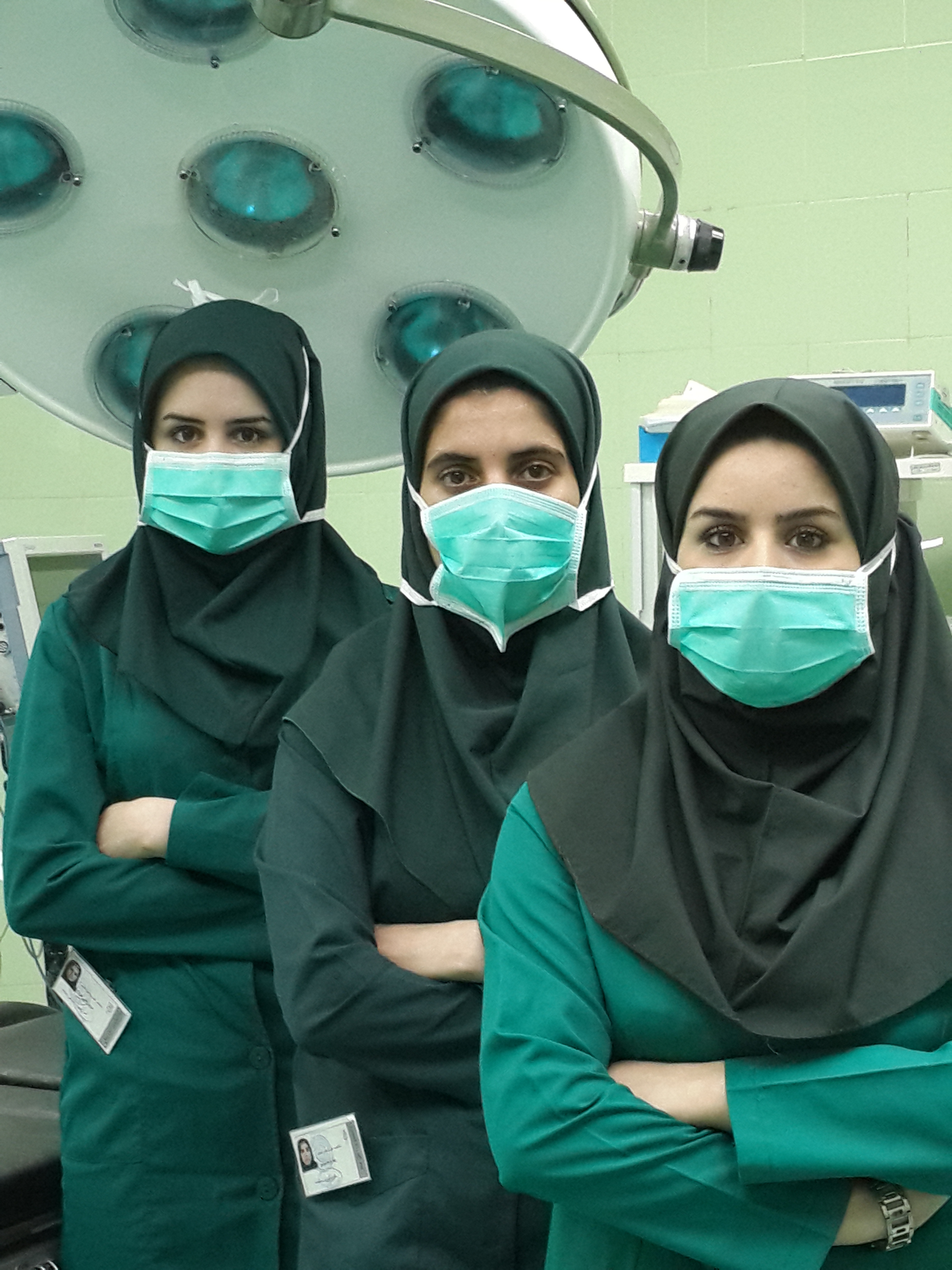
Іранські жінки-хірурги

Результати досліджень щодо внеску жінок до робочої сили відрізняються. Однією з причин цього є різниця між методиками вимірювань. Іранський перепис дає один показник, а опитування робітників — інший. Наприклад, перепис Ірану використовував різні вікові обмеження: 10 років — під час перепису 1976 року, 6 років — під час перепису 1986 року (Олмстед), тоді як Міжнародна організація праці використовує 15. Світовий банк та Міжнародна організація праці мають різні дані про зайнятість жінок; МОП повідомляє, що рівень зайнятості становить 17,1 %, що значно вище, ніж у Світового банку. В цілому, схоже, спостерігається загальна тенденція зростання зайнятості з часом.
Раніше жінки в Ірані обмежувались домашньою сферою, яка включає догляд за домом та дітьми, вони були обмежені в переміщенні, і їм потрібен був дозвіл чоловіка, щоб отримати роботу. Роботодавці вважають жінок менш надійною робочою силою, порівняно з чоловіками. Однак ісламська революція дещо змінила це сприйняття. Світські феміністки та еліта не були задоволені революцією, тоді як інші феміністки, такі як Роксана Баграміташ, стверджують, що революція все ж таки залучила жінок до публічної сфери. Революція 1979 року отримала широку підтримку жінок, які прагнули отримати права. Відповідальність і обов'язок жінки була в домі, який був основою Ісламської Республіки. Олмстед додає, що жінки мають це «подвійне навантаження». Алі Акбар Махді погоджується з Парвіном Горайші в тому, що через «одомашнення» жінок та ув'язнення в приватну сферу їх використовували в діяльності, що не стосується заробітної плати. На думку Карімі, після революції, навіть якщо на папері було прийнято, що жінки мають рівне право на працевлаштування, вона вважає, що це не виявляється на практиці. Порівнюючи дореволюційну та післяреволюційну епоху, між 1976 та 1986 роками участь жінок у робочій силі значно зменшилася з 12,9 до 8,2 %. Крім того, протягом 90-х жінки отримували компенсацію за домашні роботи через внутрішнє законодавство про заробітну плату, яке дозволяло жінкам вимагати від чоловіків компенсації за домашні роботи у разі розлучення.

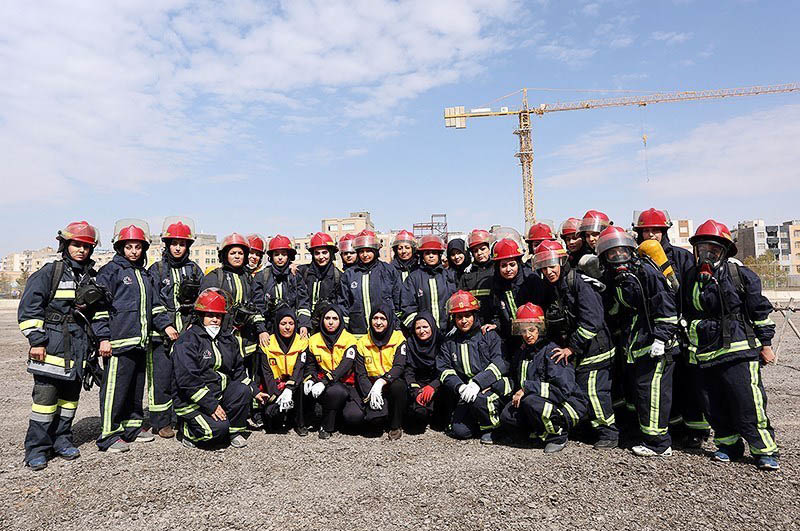
Пожежниці в Мешхеді

1979 року США ввели економічний бойкот Ірану, що позначилося на багатьох секторах його економіки. Зокрема, бойкот торкнувся килимової галузі, а отже, вплинув на зайнятість жінок. Плетіння — поширене заняття жінок, оскільки ним можна займатись вдома в будинку. Якщо ринок є нестабільним, торговці можуть просто забарати або додати ткацьких верстатів надомним робітницям у відповідь на попит. Тому жінки, які мають піклуватися про дітей, можуть перебувати вдома і працювати. Килимарство було дуже поширеним серед жінок у сільській місцевості, цінним методом підвищення зайнятості жінок у них. 1996 року понад 91 % жінок, зайнятих у промисловості, працювали в текстильній галузі, в якій переважало килимарство. Проте все це змінилося через санкції. До ісламської революції іранські фірми поєднувалися з фірмами в США, де іранці виробляли килими для ринку США. Однак через те, що США наклали санкції на Іран, іранський імпорт до країни був заборонений. Попит на іранські килими все ще був високим. У відповідь американці купували килими іранського зразка в інших країнах, які виробляли подібні килими, таких як Китай та Індія. Від 1994 до 2005 року експорт килимів різко скоротився. 1994 року Іран продав килимів на понад 2 млн доларів, але до 2005 року в експорті килимів він впав до менше ніж 500 тис. доларів[прояснити]. Іншими словами, загальна частка килимів у ненафтовому експорті скоротилася з 44,2 до 4,2 відсотка. Олмстед погоджується з Могадамом, це різко вплинуло на становище жінок на ринку праці, оскільки більшість ткаль становили менш освічені жінки.

### Підприємництво
Згідно з доповіддю Global Monitor Entrepreneurship 2012, показник підприємництва в Ірані для жінок віком від 18 до 64 коливався між 4 і 6 % від 2008 до 2012 року, тоді як їхня загальна економічна участь становила лише 13 відсотків від усієї економіки.

## Жіночий рух в Ірані
Рух за права жінок в Ірані особливо складний протягом всієї політичної історії країни. Жінки послідовно розсували межі суспільних звичаїв, щоб вибороти політичні та економічні права. Жінки активно брали участь у всіх рівнях революції. Протягом місяців утворення Ісламської республіки Рухолла Хомейні скасував багато важливих прав, але в середині 1980-х їх замінено законами з більшим рівнем захисту.

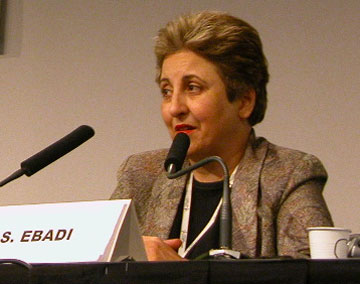
Ширін Ебаді, іранська правозахисниця, Нобелівська лауреатка миру

У 2003 році Ширін Ебаді, перша жінка-суддя в Ірану в епоху Пахлаві, отримала Нобелівську премію миру за зусилля щодо просування прав людини.
Протягом останніх кількох десятиліть іранки мали значну присутність в науковому русі Ірану, мистецтві, новій літературній хвилі та новій хвилі іранського кіно. За даними Міністерства досліджень Ірану, близько 6 % повних професорів, 8 % асоційованих професорів і 14 % професорів-асистентів у 1998–99 навчальному році становили жінки. Однак жінки складали 56 % усіх студентів природничих спеціальностей, зокрема кожен п'ятий докторант. Загалом 49,8 % студентів університету в Ірані — жінки.
З обранням президентом 2005 року Махмуда Ахмадінежада західні ЗМІ заявили, що права жінок звужуються. Після переобрання Ахмадінежада 2009 року була призначена перша жінка-міністр.

## Іранський жіночий день
Щороку люди в Ірані святкують національний жіночий день і День матері на 20 джумада ас-сані (араб. جمادى الثاني), в який відзначається річниця з дня народження Фатіми Захри (її часто називають зразком для наслідування), дочки Мухаммеда та дружини імама Алі. Багато іранців цього дня вшановують своїх матерів, бабусь, дружин та сестер та проводять з ними більше часу, дарують подарунки.

## Жіночий одяг

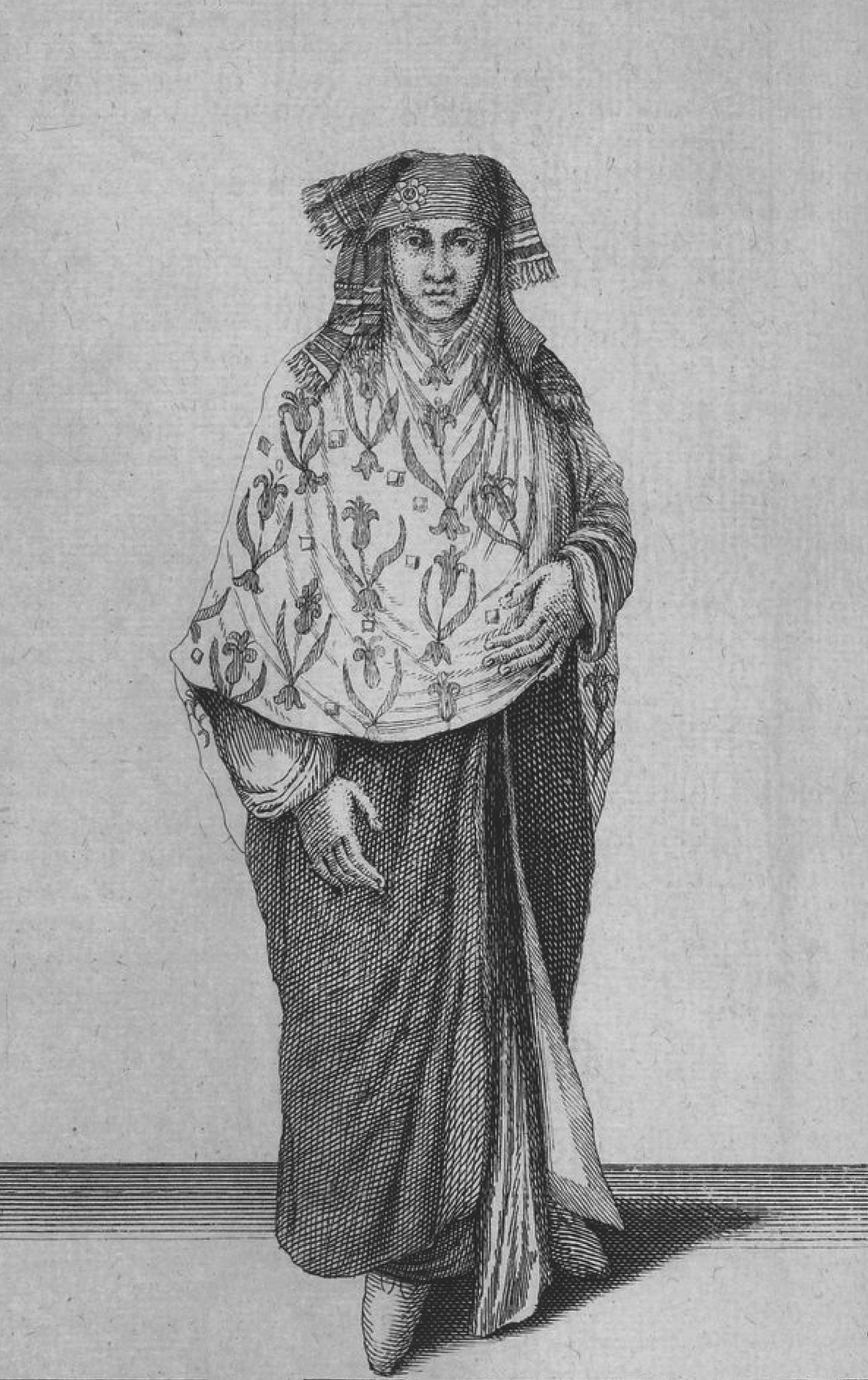
Зороастрійський одяг у Сефевідській державі

З давніх доісламських часів жіноча хустка була нормативним дрес-кодом у Великому Ірані. Вперше вуаль у регіоні історично засвідчується в Стародавній Месопотамії як доповнювальний одяг, але пізніше вона стала виключною і привілейованою в Ассирії, її використання навіть регулювалось соціальним законодавством. Вуаль була статусним символом, яким користуються вищі класи і придворні жінки, тоді як закон забороняв селянкам, рабиням і повіям носити вуаль, а порушниць карали. Після того, як стародавні іранці завоювали ассирійську Ніневію 612 року до н. е. та халдейський Вавилон в 539 року до н. е., їх правляча еліта прийняла ці месопотамські звичаї. Під час правління давніх іранських династій вуаль спочатку використовувалась виключно заможними жінками, але поступово практика поширилася і стала стандартною ознакою скромності. Пізніше, після того, як мусульманські араби завоювали Державу Сасанідів, ранні мусульмани прийняли вуаль внаслідок сильного іранського культурного впливу на них.

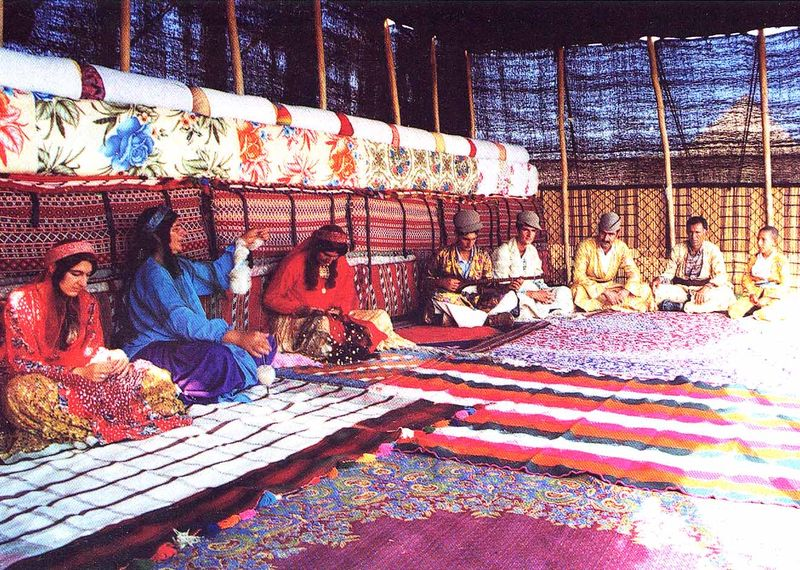
Кочівники-кашкайці є однією з небагатьох етнічних груп, де жінки, як правило, не носять хустки

Ситуація дещо змінилася в середньовіччі після приходу із Середньої Азії тюркських кочових племен, жінки яких не носили хусток. Однак після централізації Сефевідів у XVI столітті хустку визначили як стандартний головний убір для жінок у міських районах вісієї Іранської імперії. Винятки з цього стандарту були помічені лише в селах та серед кочівників, тому жінок без хустки можна було знайти лише серед селян та кочових племен (таких як кашкайці). Завуальованість обличчя, тобто покриття волосся та всього обличчя, було дуже рідкісним серед іранців і здебільшого обмежувалося арабами (нікаб, батула та бушія) та афганцями (бурка). Пізніше, під час економічної кризи наприкінці XIX століття за часів династії Каджарів, найбідніші міські жінки не могли дозволити собі хустки через високу ціну на текстиль та його дефіцит. Завдяки вищезгаданим історичним обставинам покриття волосся завжди було нормою в іранському одязі, а розкривати його вважалося нетактовним або навіть образливим. На початку ХХ століття в іранців розкриття волосся асоціювалося з селом, кочівниками, бідністю та чужинцями.
Спроби зміни норми одягу траплялися в середині 1930-х, коли прозахідний самодержавний правитель Реза Шах видав указ, що забороняв усі вуалі. Багато видів чоловічого традиційного одягу також були заборонені під приводом того, що «західники зараз не сміятимуться з нас». Західні історики стверджують, що це було б прогресивним кроком, якби жінки дійсно вирішили зробити це самостійно, але натомість ця заборона принижувала і відчужувала багатьох іранок, оскільки її ефект був порівнянний з гіпотетичною ситуацією, в якій європейським жінкам несподівано наказали вийти топлес на вулицю. Для виконання цього декрету поліція наказала фізично знімати вуаль з будь-якої жінки, яка носила її на публіці. Жінок били, їхні хустки та чадри зривали, а їхні будинки насильно обшукували. До моменту зречення Рези Шаха 1941 року багато жінок просто не наважувались покидати свої будинки, щоб уникнути таких неприємних нападів, а деякі навіть вчинили самогубство.
Значно більша ескалація насильства відбулася влітку 1935 р., Коли Реза Шах наказав усім чоловікам носити котелки європейського зразка. Це спровокувало масштабні ненасильницькі демонстрації в липні в місті Мешхед, які були жорстоко придушені армією, внаслідок чого загинуло від 100 до 5000 людей (зокрема жінок та дітей). Історики часто зазначають, що заборону Рези Шаха на вуалі та його політику (відому як кампанія кашф-е хіджаб) не порівнянна навіть з діями Ататюрка в Туреччині, а деякі вчені стверджують, що важко уявити, що навіть режим Гітлера чи Сталіна зробив би щось подібне. Це рішення Рези Шаха критикував навіть британський консул у Тегерані. Пізніше, за наступного правителя, офіційні заходи трохи послабилися і носіння хустки або чадри вже не вважалося порушеням, але за цього режиму це стало значною перешкодою для підняття соціальними сходами, оскільки вважалося знаком відсталості і показником належності до нижчого класу. Дискримінація жінок, які носять хустку чи чадру, все ще була поширеною, оскільки державні установи активно стримували їх використання, а деякі заклади харчування відмовлялися приймати жінок, які їх носили.

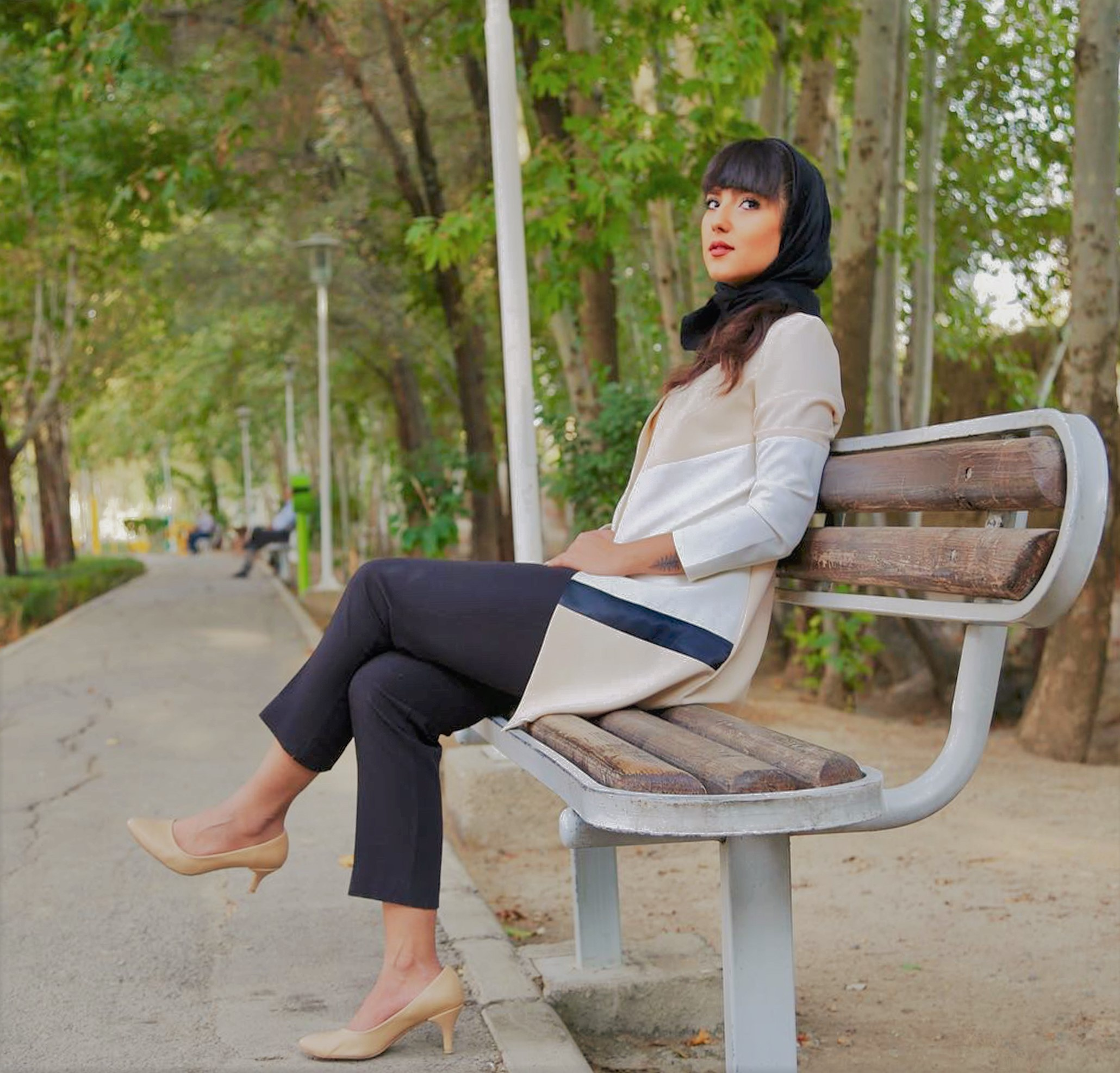
Іранка носить хустку та манто, найважливіші види хіджабу в Ірані

За кілька років до іранської революції тенденція ставити під сумнів відповідність євроцентричних гендерних ролей як моделі для іранського суспільства набула значного поширення серед студентів університету, і ця позиція проявилася на вуличних демонстраціях, де багато жінок з не завуальованого середнього класу надягали вуалі і символічно відкидали гендерну ідеологію режиму Пахлаві та його агресивну декультуралізацію. Багато хто стверджував, що завішування слід відновити, щоб зупинити подальше розчинення іранської ідентичності та культури, оскільки з іранської точки зору незавішені жінки розглядаються як експлуатовані західним матеріалізмом та споживацтвом. Носіння хустки та чадри було одним із головних символів революції разом із відродженням та носінням іншого традиційного іранського одягу. Головні хустки та чадри носили всі жінки як релігійні та/або націоналістичні символи і навіть багато світських і прозахідно налаштованих жінок, які не підтримували їх носіння до революції, почали носити їх, на знак солідарності з переважною більшістю жінок, які їх завжди носили. Носіння хусток та чадри використовувалося як важливий популістський інструмент, і іранські завуальовані жінки відіграли важливу роль у перемозі революції. Оскільки хіджаб був юридично накладений на всіх іранських жінок 1984 року, післяреволюційна іранська жіноча мода показує, що іранські жінки намагаються працювати у вузьких межах ісламського кодексу скромності, при цьому типовий одяг поступово перетворюється зі стандартної чорної чадри на розарі[прояснити] (проста хустка), що поєднується з іншими барвистими елементами одягу. 2010 року 531 молода жінка (у віці 15–29 років) з різних міст 9-ти провінцій Ірану брала участь у дослідженні, результати якого показали, що 77 % віддають перевагу більш суворому покриттю, 19 % м'якшому покриттю, і лише 4 % не підтримують завуальованості зовсім. Нещодавно[коли?] в Тегерані було оголошено, що жінок більше не будуть заарештовувати за те, що вони не дотримуються ісламського кодексу скромності, а натомість порушниці відвідуватимуть заняття, які проводить міліція.